# União da Ilha do Governador
Grêmio Recreativo Escola de Samba União da Ilha do Governador (frequentemente referida apenas como União da Ilha) é uma escola de samba da cidade do Rio de Janeiro. Foi fundada em 7 de março de 1953 pelos amigos Maurício Gazelle, Quincas e Orphylo, que estavam na Estrada do Cacuia, principal local de desfile do carnaval da Ilha do Governador, assistindo à apresentação de pequenas escolas de samba e blocos de vários bairros da Ilha. Foi quando decidiram que o bairro do Cacuia deveria ter uma escola de samba que o representasse. Atualmente, a escola está sediada na Estrada do Galeão, no bairro do Cacuia. Em 2024, a escola foi declarada patrimônio cultural de natureza imaterial do Estado do Rio de Janeiro.

## Lugar de origem

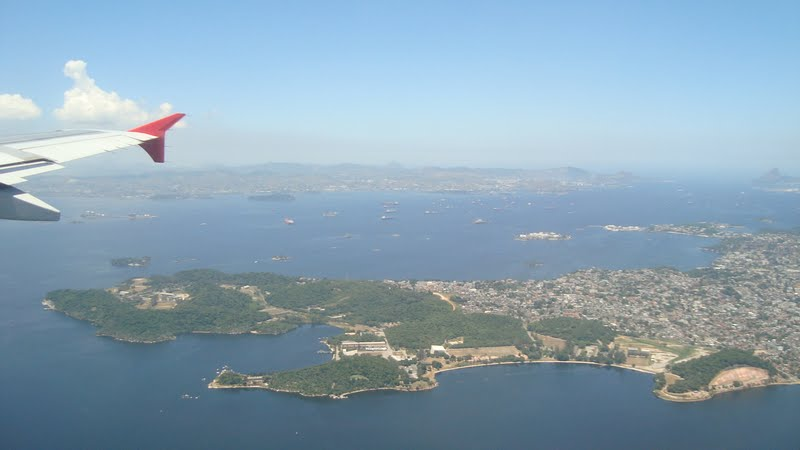
Vista aérea da Ilha do Governador, a maior ilha da Baía de Guanabara.

A União da Ilha tem forte ligação com o seu lugar de origem, o bairro do Cacuia, um dos quatorze que integram a Ilha do Governador, na Zona Norte da cidade do Rio de Janeiro.
O carnaval da região era festejado com banhos de mar à fantasia e os desfiles dos ranchos carnavalescos (dentre os mais conhecidos estavam o Caprichosos da Ilha, o Embaixadores da Folia, a Nova Embaixada e o Recreio da Ilha). Mesmo com a inauguração da Ponte do Galeão e o sistema de transportes de barcas, era caro e difícil participar do desfile das escolas de samba do Rio de Janeiro. Com isso, a Ilha do Governador tinha o seu próprio concurso. O desfile era realizado na Estrada do Cacuia, e contava com a participação das escolas de samba Império da Ligação, Paraíso Imperial, Unidos da Cova da Onça e Unidos da Freguesia.
São comuns, nos sambas da escola, citações e referências à Ilha do Governador, assim como expressões que simbolizam o ato de atravessar a Baía de Guanabara, da Ilha ao Centro da cidade, como nos sambas de 1982 ("A minha alegria atravessou o mar / E ancorou na passarela"); 1990 ("Sonhando o mar atravessei"); 1992 ("Sou mais minha Ilha / Tu és meu amor / Em ti me planto / Ilha do Governador"); 1999 ("Assim a Ilha vem pra festa / Atravessando o mar azul"); entre outros.

## Nome, cores e apadrinhamento
O nome (União) e as cores (azul, vermelho e branco) foram herdados do time de futebol dos fundadores, o União Futebol Clube. A escola alterou o seu nome para "União da Ilha do Governador" apenas em 1960, quando foi aprovada para participar dos desfiles das escolas de samba do Rio de Janeiro.
Em 1958, então penta-campeã do carnaval da Ilha, a União procurava uma escola para lhe apadrinhar. A Portela estava no auge de sua popularidade, conquistando naquele mesmo ano, o seu décimo terceiro título no carnaval carioca e tinha a preferência dos torcedores da União para batizar a escola. Além disso, Paulo Amargoso, vice-presidente da União, tinha vários amigos na Portela. Em um determinado dia do ano de 1958, um grupo de sambistas da União foi à Portela formalizar o pedido. Na quadra da escola, foram recebidos por Natal, que aceitou a incumbência e marcou a data de batismo. No dia marcado, foi a vez da Portela comparecer à quadra da União para a cerimônia de batizado. Participaram da confraternização o compositor Monarco; o casal de mestre-sala e porta-bandeira portelense, Benício e Vilma Nascimento; além de Natal. Na ocasião, Aurinho da Ilha e Didi fizeram uma composição para registrar o momento. A União da Ilha também cita a Portela em seu samba-enredo de 1980, no trecho "Obrigado madrinha Portela / Que me ajudou a caminhar".

## Bandeira e Brasão

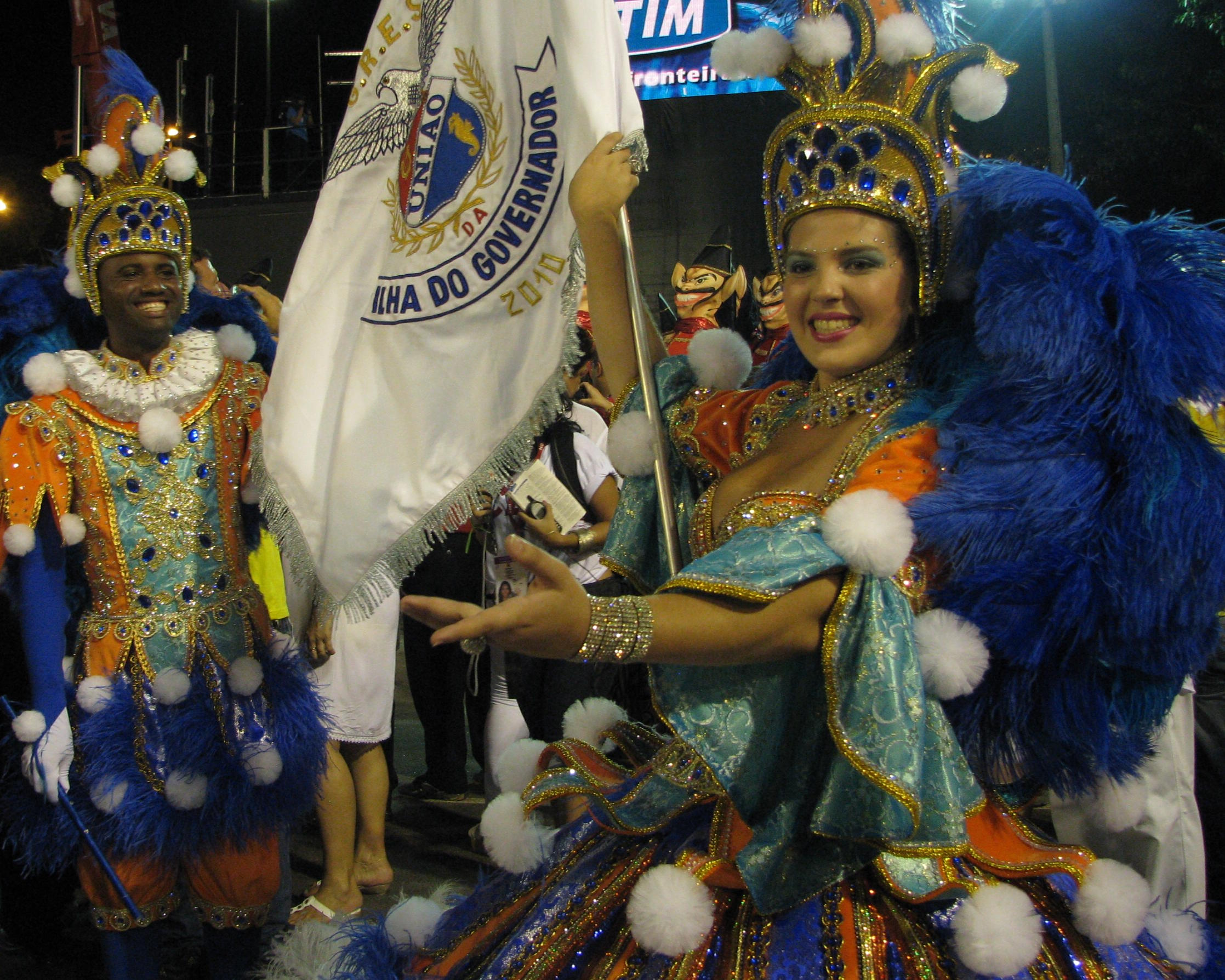
O modelo antigo de pavilhão da escola, carregado pelo segundo casal da agremiação no desfile de 2010.

A bandeira, ou pavilhão, da escola possui dezesseis raios de cores intercaladas (quatro azuis, quatro vermelhos e oito brancos), partindo do brasão da escola (que se encontra ao centro) em direção às extremidades da bandeira. O modelo foi implantado no desfile de 1987, e desde então teve pequenas variações de ano a ano, como por exemplo, a disposição dos raios azuis e vermelhos, ora intercalados com os raios brancos, ora em duplas com um raio branco ao meio. O pavilhão original da escola era liso, de cor branca, com o brasão da escola ao centro. Após a troca em 1987, ainda foi carregado pelo segundo casal de mestre-sala e porta-bandeira da agremiação durante alguns desfiles.

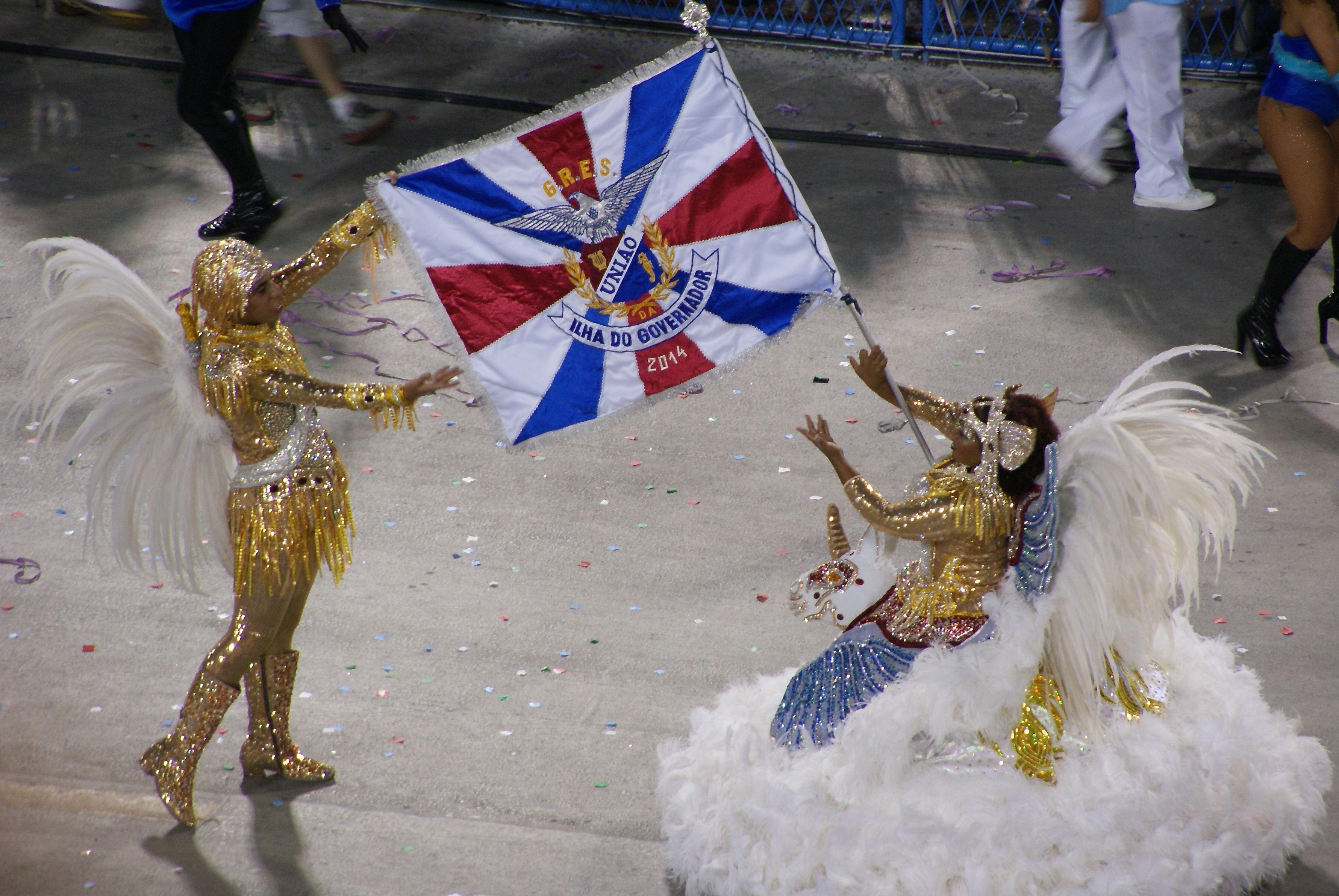
Atual pavilhão da escola.

O brasão da escola foi redesenhado em 1970 pelo então carnavalesco da agremiação, Edson Machado, e pelo diretor Paulinho Barbudo, sendo utilizado pela primeira vez no carnaval de 1971, na estreia da agremiação no Grupo 2. Seguindo os preceito da heráldica, o brasão consiste em um escudo, com uma faixa branca diagonal, tendo em seu interior a inscrição "União". A faixa branca divide o escudo em dois lados. O lado superior, de cor vermelha, tem o desenho de uma lira dourada, que representa a música. O lado inferior, de cor azul, tem o desenho de um cavalo-marinho dourado, representando o mar da Ilha do Governador. Ramos de louro dourados circundam o brasão na parte inferior. Mais abaixo, a inscrição "da" e uma faixa branca com a inscrição "Ilha do Governador". Acima do brasão, uma águia, representando a Portela, escola-madrinha da União. E mais acima, a inscrição "G.R.E.S." (Grêmio Recreativo Escola de Samba). As cores das letras das inscrições e a estilização dos desenhos representados no brasão costumam sofrer pequenas variações a cada ano. Algumas fontes afirmam que o desenho da águia teria sido ideia de Natal da Portela. Outras fontes afirmam que a ideia foi do carnavalesco Edson Machado. O brasão original da agremiação continha menos detalhes. Consistia em um escudo com três listras, nas cores da escola, e a inscrição "G.R.E.S.U.I.G." (Grêmio Recreativo Escola de Samba União da Ilha do Governador).

## História

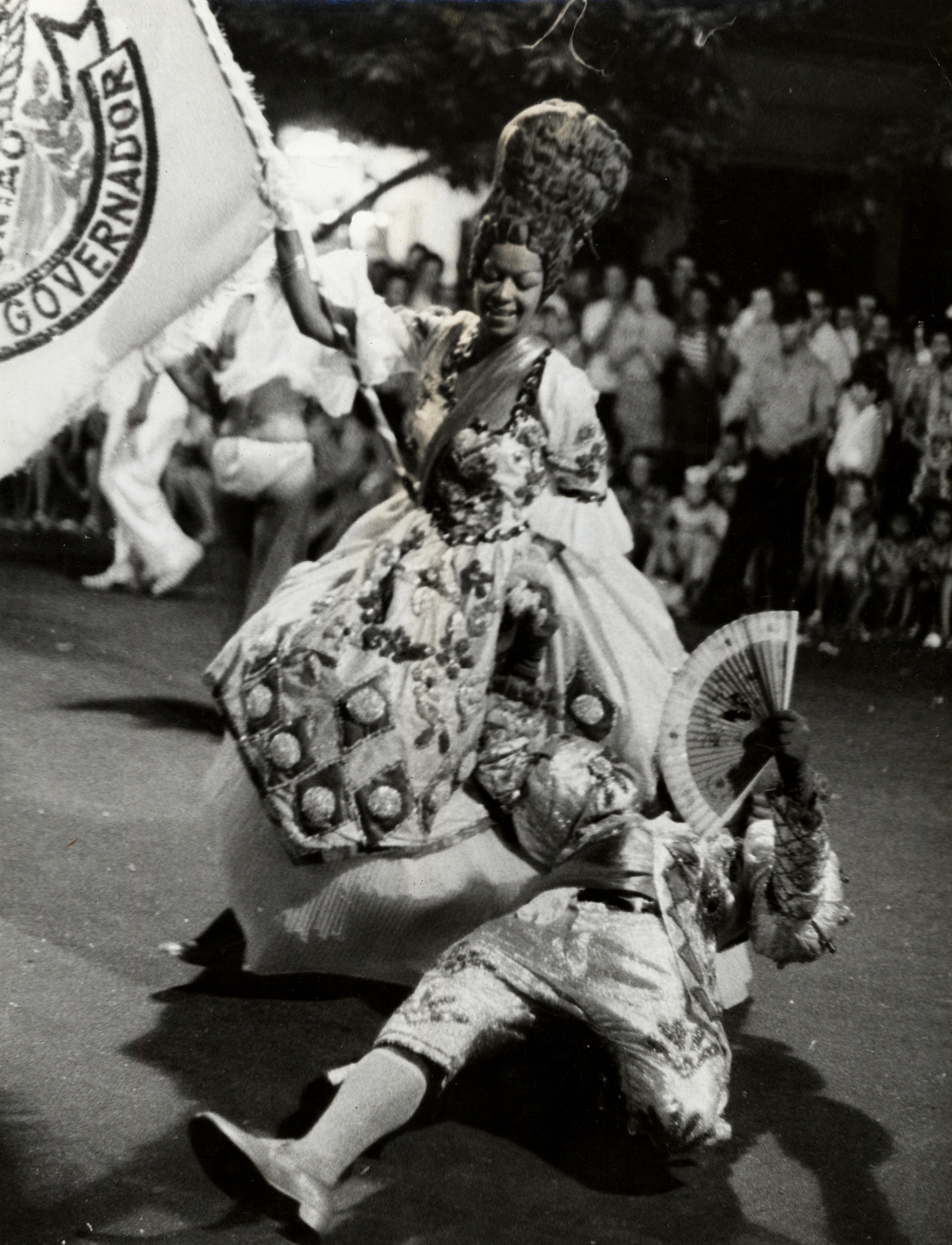
Desfile da União da Ilha de 1972. Arquivo Nacional.

Apesar de sediar o desfile de carnaval, Cacuia não tinha nenhuma escola de samba representante. O bairro possuía um time de futebol, o União Futebol Clube. A equipe tricolor, de cores azul, vermelho e branco, era comandada pelo técnico Maurício Gazelle. Seus jogadores moravam na Ilha e disputavam campeonatos locais. Na terça-feira de carnaval, 5 de março de 1953, os amigos Maurício Gazelle, Joaquim Lara de Oliveira ("Quincas") e Orphilo Bastos acompanhavam os desfiles das escolas de samba da Ilha do Governador, na Estrada do Cacuia, quando tiveram a ideia de fundar uma escola que congregasse o time e os torcedores do União Futebol Clube e que representasse o bairro do Cacuia - até então sem escola de samba. O trio apresentou a sugestão aos outros colegas do time e marcaram uma reunião para discutir a proposta.
A Escola de Samba União (mais tarde, União da Ilha do Governador) foi fundada em 7 de março de 1953, durante uma reunião no armazém de Maurício Gazelle, na Rua Itapissuma, número 252. Segundo a ata de fundação da escola, cerca de 231 sambistas estiveram presentes no armazém, sendo que 59 se comprometeram a pagar uma taxa associativa para ajudar a custear a nova escola de samba. Os 59 sócios-fundadores da agremição foram: Maurício Taufie Gazelle; Orphilo Bastos; Joaquim Lara de Oliveira; Paulo Amargoso; Julio Taufie Gazelle; Avelino de Souza; Josino Duarte; Dázio de Almeida Vasconcellos; Cláudio Macedo; Ary Nogueira da Silva; Sebastião Pinheiro; Olindo da Cruz; Albino Francisco da Rocha; Moysés da Silva; Jorge Pereira de Paula; Erotildes F. Peçanha; João Teles de Menezes; Wilson Sada; João Teles de Menezes Junior; Hélio da Silva; Floriano Silva Pereira; Antônio Ignácio Paquier; Zadival de Oliveira; Nicolau Tolentino da Costa; Guaracy Teles de Menezes; Gileno Ferreira; Setembrino Vieira de Mello; Wilson Vinhais; Branco Dante Arpino; Antônio Diniz; João Monteiro de Almeida; Sebastião Antônio de Souza; Floriano de Souza; Altair da Silva; Euzébio dos Santos; Wanderley Paulo da Costa; Honório José Barbosa; João de Souza Costa; Rubens de Oliveira; Victor Leitão; Eliseu Silva; Manoel Pereira; Walter Leitão; Joel S. Silva; Porcino Soares dos Santos; Edno Pessoa Marques; Lano Pessoa Marques; Wilson Ferreira Brito; Ary Gonçalves; José Narciso Gomes da Vinha; José Francisco de Azevedo; Hélio Gomes da Purificação; José Ignácio dos Anjos; Hugoneles A. Cunha; Egídio Gomes da Purificação; Jorge Ignácio dos Anjos; Ely Ferreira; José Taufie Gazelle e Walter da Silva Mattos. Na mesma reunião, Maurício Gazelle foi eleito o primeiro presidente da agremiação e Paulo Amargoso foi eleito o vice-presidente.
A União da Ilha do Governador manteve-se algum tempo entre o segundo e o terceiro grupos e em 1974, quando foi campeã do segundo grupo, obteve o acesso ao grupo principal, a partir do ano seguinte.

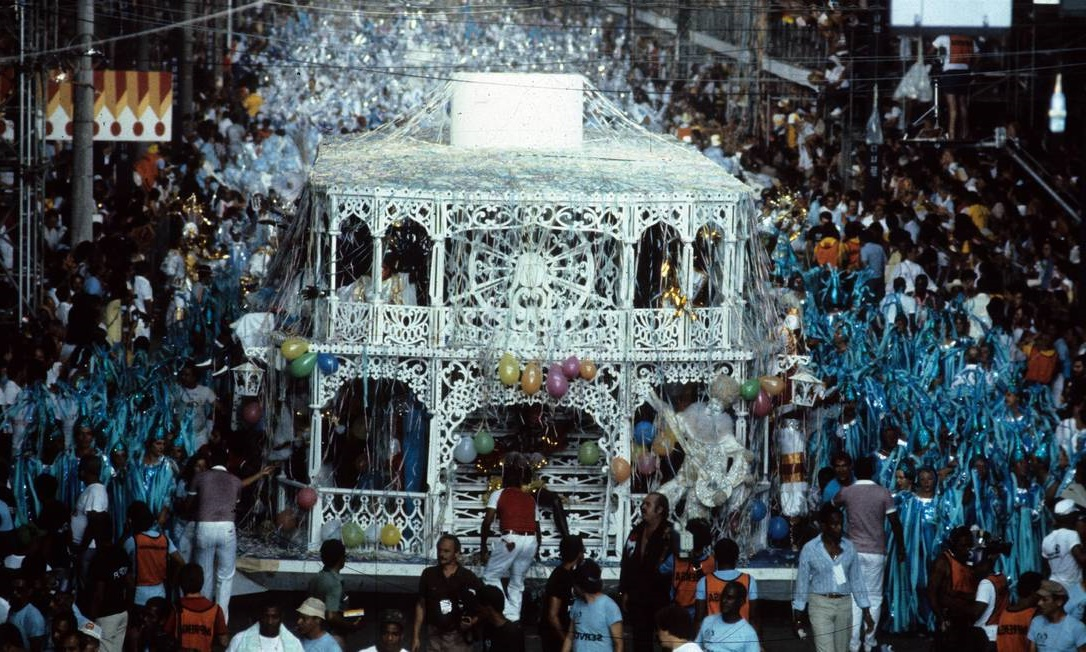
"É Hoje" é um dos desfiles mais lembrados da União da Ilha

De 1977, com o enredo Domingo, a 1980, quando ficou em segundo lugar com o enredo Bom, Bonito e Barato, a União da Ilha fez bons desfiles. O samba É hoje (1982), é um dos mais conhecidos e regravados da história do Carnaval. A escola levou para a Sapucaí desfiles leves, baratos e animados. Esta seria a marca registrada da União da Ilha, mantida até hoje. Suas fantasias costumam ser leves, sem grandes esplendores, facilitando o desfile para o componente. A escola também consegue uma boa comunicação com o público, sendo consideradas uma das mais simpáticas do carnaval carioca. O Amanhã, foi o samba-enredo de 1978 e, neste mesmo ano, foi gravado por Elizeth Cardoso, mas foi com a primeira gravação de Simone, em 1983 (CD Delírios e Delícias e regravada no CD Simone ao vivo), que ela se popularizou.
Nos anos mais recentes, o desfile mais lembrado da União da Ilha foi em 1989. O samba-enredo Festa profana trazia o refrão "Eu vou tomar um porre de felicidade, vou sacudir eu vou zoar toda cidade". Este samba é cantado até hoje nos quatro cantos do país. Naquele ano, a escola ficou em terceiro lugar. Acredita-se que a escola teria perdido o carnaval pelo fato da bateria ter desfilado sem chapéus.

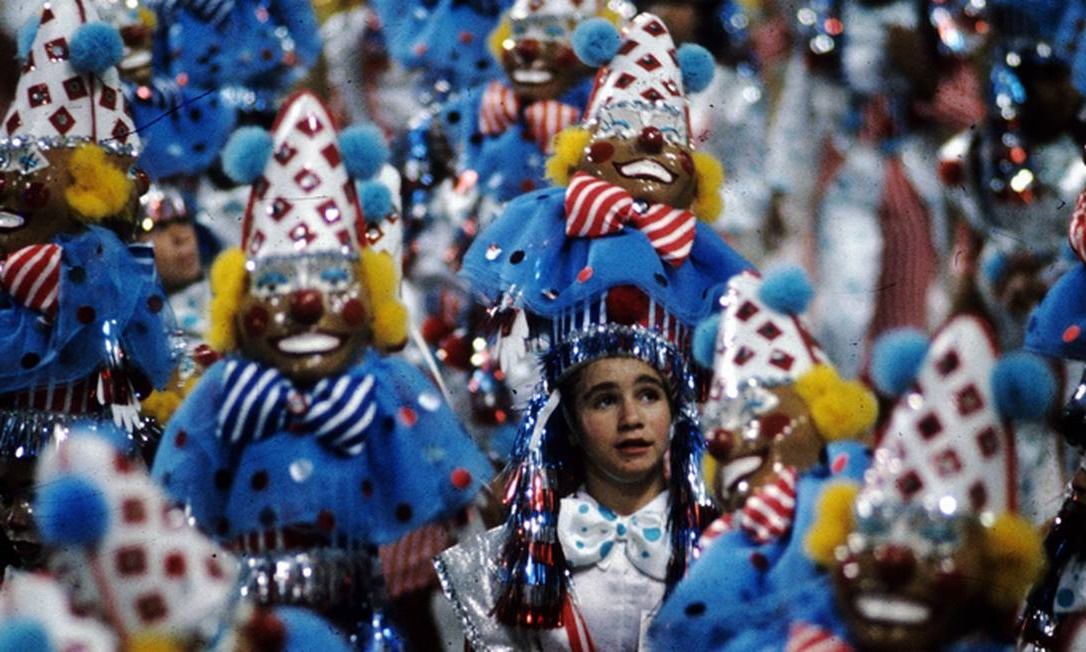
"Festa Profana", de 1989

Em 1991, a escola fez uma homenagem a Didi, o poeta que ganhou 22 disputas de samba-enredo. O samba trazia os versos "Hoje eu vou tomar um porre, não me socorre, que eu tô feliz" e "Bebo vem bebo vai, que nem maré, balança mas não cai, boêmio é", além de frases como "Garçom, garçom bota uma cerva bem gelada aqui na mesa". Sem sombra de dúvida, um grande carnaval sob a voz do grande mestre Aroldo Melodia.
O último bom resultado foi obtido em 1994, com "Abrakadabra", em que chegou em quarto lugar, sua última participação no Desfile das Campeãs. Desde então, não vem obtendo boas colocações.
1995 foi o último ano de Aroldo Melodia como intérprete e fora isso a Ilha acabou não tendo o mesmo resultado do ano anterior, ficando na 9ª colocação. No ano seguinte Aroldo teve um derrame, e o intérprete passa a ser seu filho, Ito Melodia, que tem o mesmo timbre de voz do pai.

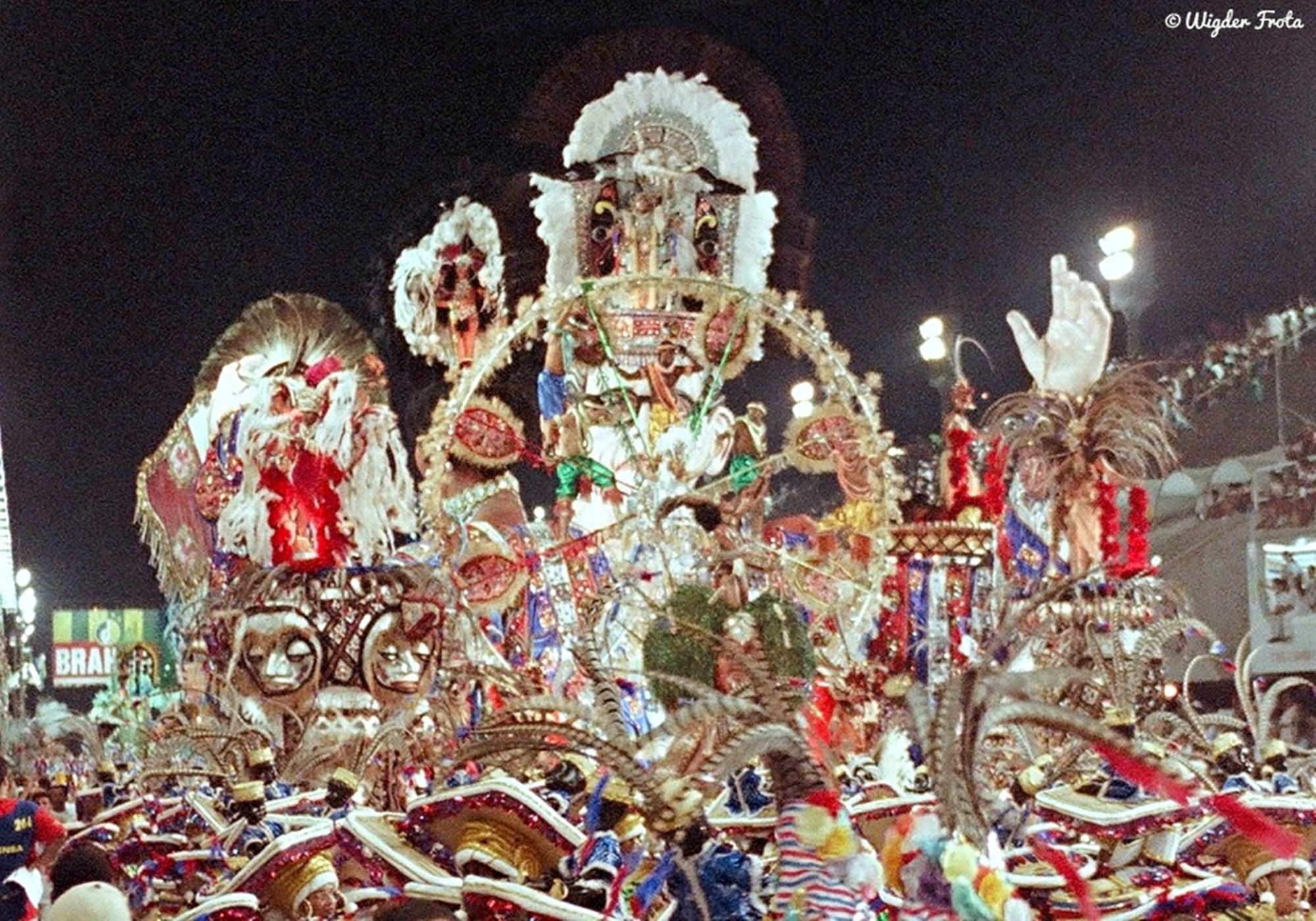
Desfile de 98 que trouxe pela primeira vez para Cacuia o Estandarte de Ouro de melhor enredo.

Em 1997 a Ilha vem falar da cidade maravilhosa um sonho de Pereira Passos, mais a Ilha não foi feliz na parte do abre alas, não veio e a falta de dinheiro que já atingia várias escolas como a Estácio de Sá que caiu naquele ano. Resumindo, a Ilha ficou em 12º lugar, quase caindo para o acesso A. Muitos críticos, condenaram a escolha desse enredo, porque o ex-Prefeito Pereira Passos expulsou grande parcela da população carente de sua época do centro da cidade e sendo as escolas de samba fruto da criação desse segmento da população homenagear essa personalidade não seria algo confortável.
Em 1998 Ito Melodia deixa a escola, entrando no seu lugar Rixxah, ex-Portela. A União falou de Fatumbi, a Ilha de Todos os Santos. Porém um dos índios da segunda alegoria despencou antes do começo do desfile por causa de um adereço pesado e uma rachadura no pescoço do adereço, fazendo com que a escola fosse prejudicada. Nesse ano a Ilha ficou em 9º lugar com 255,0.
Em 1999 a Ilha sofre um incêndio no seu barracão perto do carnaval. Mesmo assim refez os carros e conseguiu desfilar, ficando na 10ª colocação com total de 253,0.

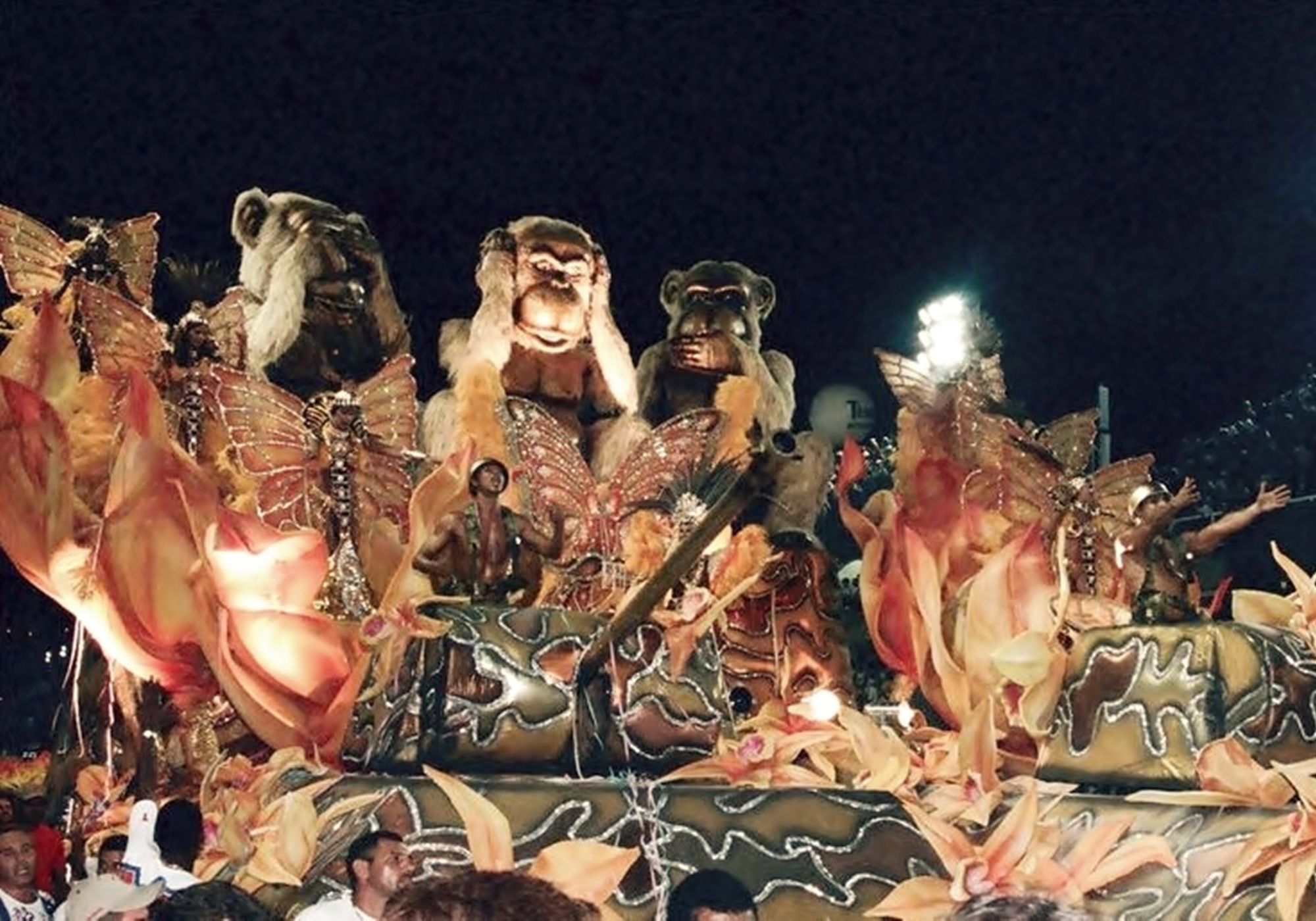
União da Ilha em 2000

Em 2000, com "Pra não dizer que não falei das flores", a União da Ilha chegou em oitavo lugar, abordando um dos períodos mais nebulosos dos 500 anos do Brasil: a ditadura militar, de 1964 a 1985.
Em 2001 trazendo Wander Pires como Intérprete, apresentou o Enredo "A União Faz a Força", apesar do desfile empolgante, a precariedade de algumas alegorias, fez com que a escola ficasse no penúltimo lugar, apenas a frente da Paraíso do Tuiuti que também foi rebaixada naquele ano.
Em 2002, de volta ao grupo de Acesso, falando sobre a cidade de Duque de Caxias, fez um belo desfile, e foi bastante elogiada, mas não conseguiu atingir a primeira colocação permanecendo no Acesso, inclusive tendo desfilado no mesmo grupo com a sua coirmã menor Boi da Ilha, tendo também a volta do intérprete Ito Melodia para a Escola.
Em 2003, homenageando a escritora Maria Clara Machado, candidata ao título, consegue apenas o vice campeonato.
De 2004 a 2008 teve altos e baixos com a falta de recursos, fazendo desfiles para se manter. Apesar disso, em 2005 conquistou o vice-campeonato do Acesso A.
Em 2008, mesmo sem muitos recursos, a escola fez um desfile de garra, e reeditou o É hoje, o que lhe valeu a quinta colocação.
Em 2009, a escola insulana escolheu o enredo "Viajar é preciso - viagens extraordinárias através de mundos conhecidos e desconhecidos", do carnavalesco Jack Vasconcelos, sagrando-se campeã do carnaval do Grupo de Acesso A com 239,9 pontos, voltando após o seu rebaixamento em 2001, ao Grupo Especial em 2010.
Após 9 anos no Grupo de Acesso a União da Ilha voltou ao Grupo Especial.

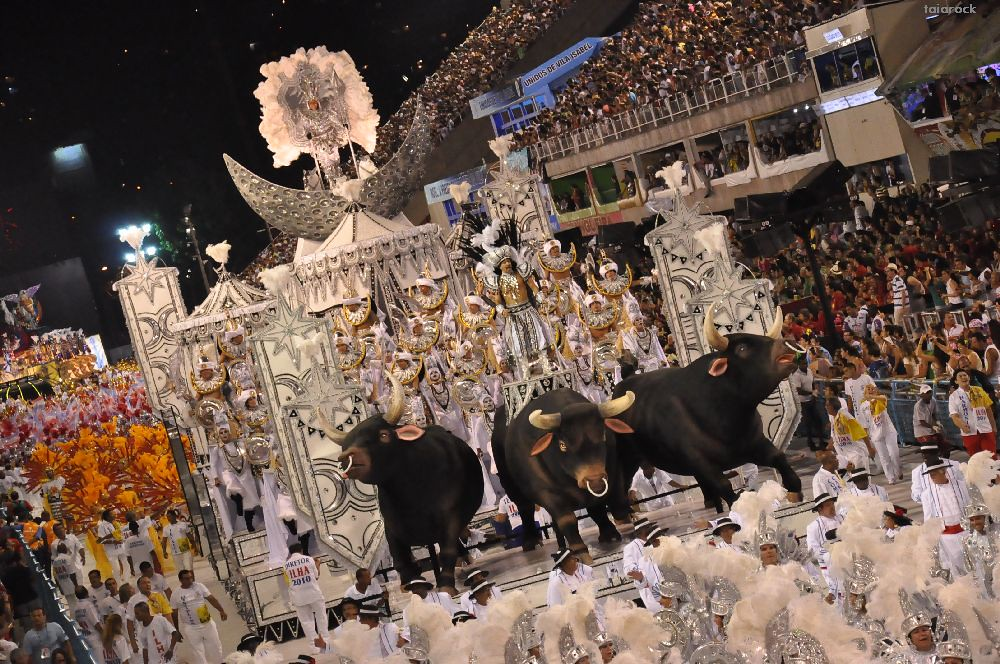
União da Ilha em 2010

Para 2010, contratou a carnavalesca Rosa Magalhães, e apresentou um enredo que falava do famoso personagem da literatura espanhola, Dom Quixote de La Mancha. Em sua disputa interna de sambas de enredo, a escola optou por fundir duas composições finalistas, pegando por base o samba de Grassano, Gabriel Fraga, Márcio André Filho, João Bosco e Arlindo Neto, e juntando com segundo refrão da parceria de Gugu das Candongas, Marquinho do Banjo, Barbosão, Ito Melodia e Léo da Ilha ("nesse feitiço/ tem castanhola/ a bateria hoje deita e rola"). Algumas modificações nas letras e melodia foram feitas para harmonizar o samba, uma vez que logo o seu anúncio, os comentaristas em geral criticaram a fusão, embora elogiassem a qualidade do samba. No dia do desfile, a frente da bateria, junto com a rainha Bruna Bruno, veio também, como madrinha, Luciana Picorelli. Abrindo o desfile do grupo especial, o carnaval da Ilha foi parcialmente ofuscado por alguns problemas nos carros alegóricos. A escola terminou em 11º lugar, escapando de um novo rebaixamento.

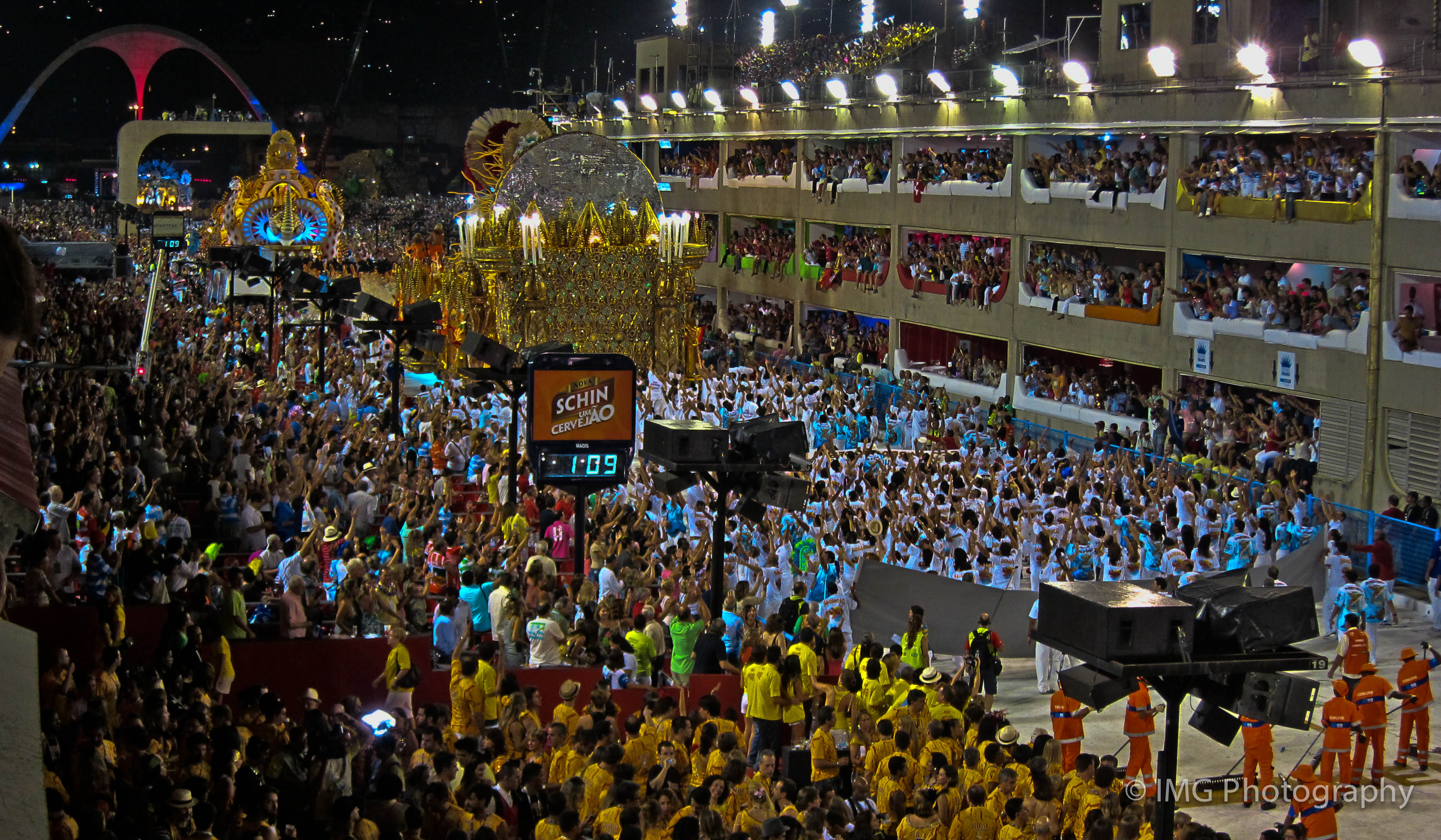
Desfile de 2011 em que a Ilha ganhou pela primeira vez o Estandarte de melhor escola e pela segunda de melhor enredo.

No carnaval de 2011 a União da Ilha apresentou o enredo O Mistério da Vida, que conta sobre a evolução das espécies e sobre o cientista inglês Charles Darwin. A escola teve como carnavalesco Alex de Souza, advindo da Vila Isabel. Dias antes do desfile de 2011, o barracão da União da Ilha, que fica localizado na Cidade do Samba, sofreu um incêndio de grandes proporções que atingiu também os barracões da Portela e da Grande Rio, além do galpão da LIESA. Apesar do incêndio, e de não ter sido julgada, a escola apresentou um desfile grandioso. Seus componentes desfilaram como que se tivessem disputando a briga pelo título. Neste ano a escola conquistou, além da simpatia do público, três troféus Estandarte de Ouro, promovido pelo Jornal O Globo, nas categorias Melhor Escola do Grupo Especial, Melhor Enredo e Melhor Intérprete com Ito Melodia.
Em 2012 a União da Ilha contou novamente com o carnavalesco Alex de Souza e teve como tema a cidade de Londres, sede das Olimpíadas de 2012. O título do enredo foi: "De Londres ao Rio: Era uma vez... uma Ilha". O enredo foi baseado na cultura britânica e nas olimpíadas de 2012, fazendo uma alusão aos jogos olímpicos de 2016 a serem realizados no Rio de janeiro. De acordo com o carnavalesco, a escola se apresentou de forma lúdica e literária, e fez uma versão bem carioca dessa festa. A comissão de frente da Ilha protagonizou um momento histórico ao unir Maria Augusta, ex-carnavalesca da escola, e o folclórico gari Renato Sorriso. O grupo representou a guarda real da monarquia britânica, fazendo uma brincadeira entre o rígido protocolo militar e o suingue do samba carioca. Uma grande sacada do carnavalesco Alex de Souza, que simplesmente arrebatou o público e conquistou para a escola o troféu Estandarte de Ouro na categoria melhor Comissão de Frente. Apesar do bom desempenho, a escola terminou o campeonato de 2012 em oitavo lugar.

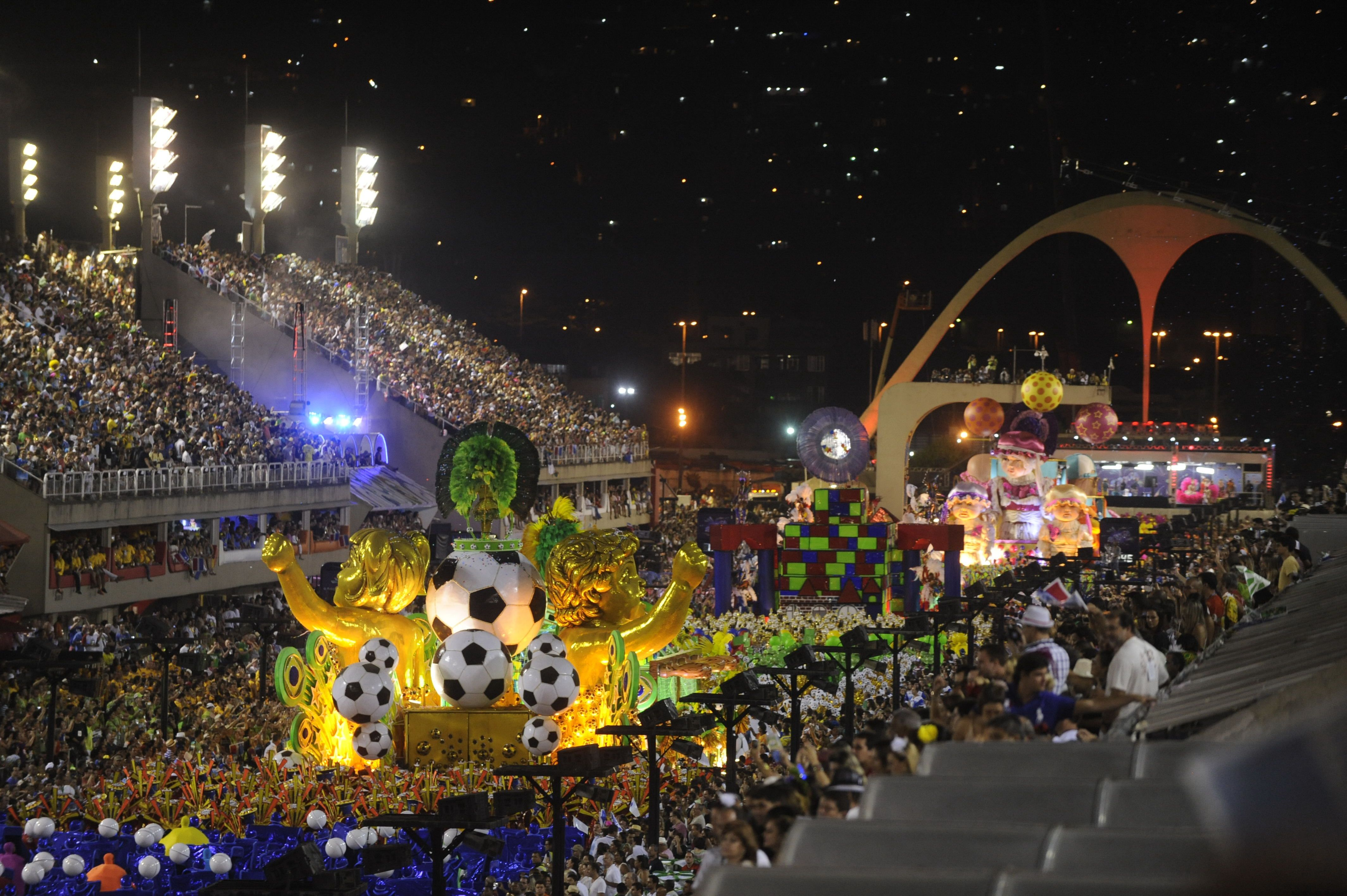
Desfile de 2014 onde a União da Ilha foi agraciada com o Estandarte de Ouro como melhor enredo.

No ano de 2013, a escola apresentou o enredo "Vinícius, no Plural. Paixão, poesia e Carnaval", uma homenagem ao poeta Vinícius de Moraes.
Em 2014, a escola levou para avenida o enredo: É Brinquedo, é brincadeira. A Ilha vai levantar poeira!. A Escola Surpreendeu a todos fazendo um lindo desfile e sendo apontada com fortíssima candidata ao sábado das campeãs. Na Apuração a expectativa se concretizou, a Ilha ficou em quarto lugar, à frente de escolas tradicionais como Beija-Flor, Imperatriz e Mangueira, e ainda liderou no início da apuração. No fim ficou melhor do que o esperado, e parece que a ilha voltou a ser a escola dos anos 80 e início de 90.
Antes do carnaval 2014, a tricolor da Cacuia, assim como a sua madrinha Portela, já definiu o enredo pra 2015, que será sobre os 450 anos da cidade do Rio de Janeiro. Algum tempo depois mudou seu tema para ''Beleza Pura?'' Que trata da forma de se enxergar a beleza.ficando muito aquém do ano passado, ao ficar na 10ª colocação.
Depois do carnaval, a escola que definiu seu enredo de 2016, antes do carnaval 2015, que será sobre os Jogos Olímpicos, no qual apos a saída de Alex de Souza, apostou no retorno de Paulo Menezes e Jack Vasconcelos, como carnavalesco, e teve a mudança de rainha de bateria onde após 11 anos à frente da bateria. Bruna Bruno abdicou-se do trono e foi substituída pela bela Bianca Leão. Em um desfile muito abaixo do esperado a escola terminou na 11ª colocação.

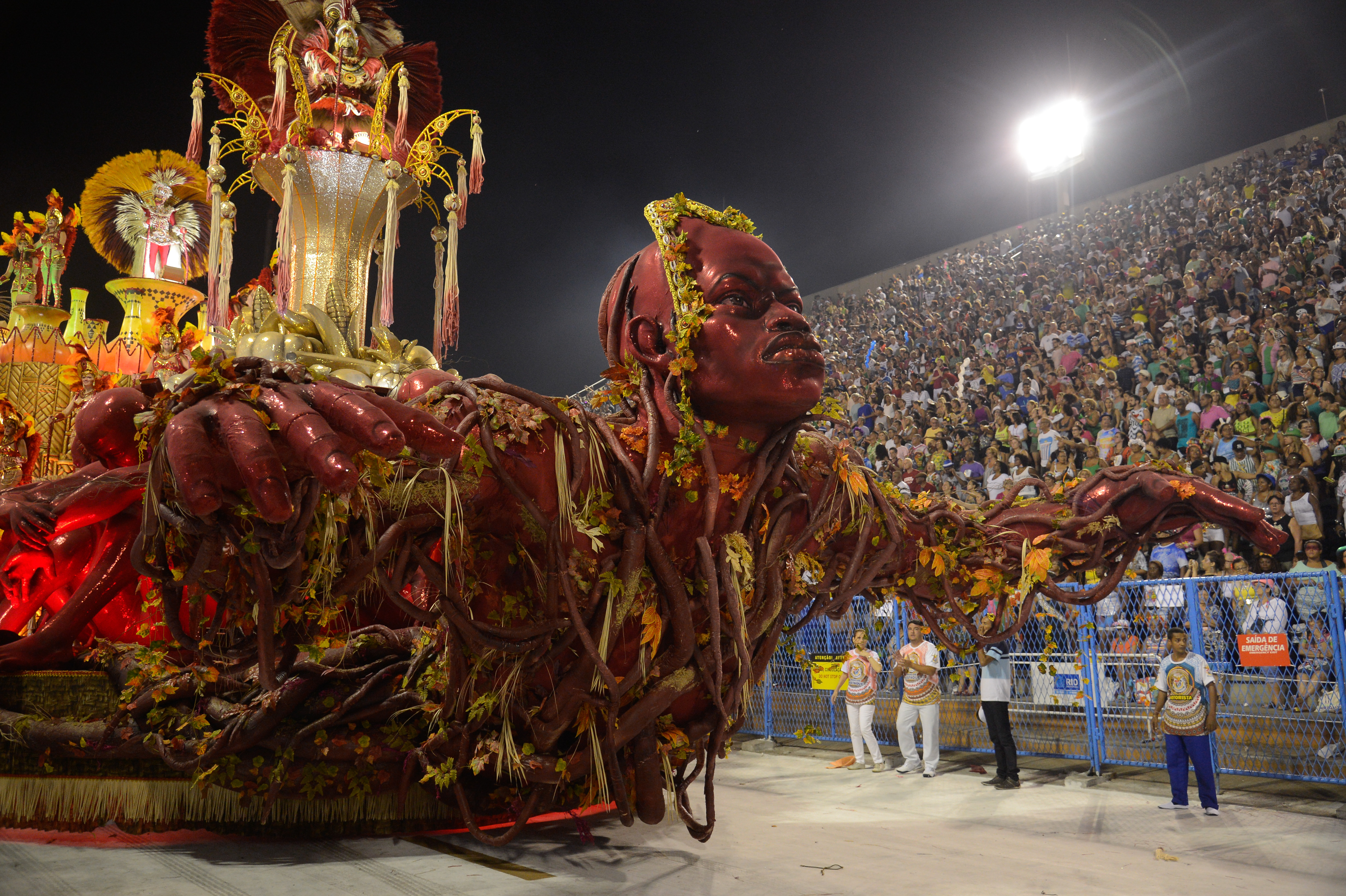
Desfile de 2017 onde a Ilha retoma a abordagem afro em seu enredo.

Para 2017 a União da Ilha mexeu bastante em seu time. Trouxe o carnavalesco Severo Luzardo, além de Carlinhos de Jesus para coreografar a comissão de frente e ainda o casal Phelipe Lemos e Dandara Ventapane, para defender o pavilhão da escola. Com o enredo que retomava a temática afro, Nzara Ndembu - Glória ao senhor tempo, a escola apresentou uma mensagem poética sobre as relações do tempo com o universo. Apesar da oitava colocação, a escola foi destaque pelo luxo nas fantasias e alegorias. Foi agraciada com o Estandarte de Ouro como melhor Bateria, prêmio esse que não vinha para a escola desde 1989, melhor interprete com Ito Melodia e melhor comissão de frente.
Em 2018, a Ilha levou à avenida o enredo que homenageou a culinária brasileira, assinado pelo carnavalesco Severo Luzardo. Com um desfile bastante elogiado pelos quesitos plásticos e pela excelente bateria, sob o comando do Mestre Ciça, a escola amargou apenas a 10ª colocação, pondo fim ao sonho de voltar no sábado das campeãs. Foi o ano de despedida do presidente Ney Fildardi, que deixou a gestão da escola após 9 anos. Em abril, o compositor Djalma Falcão é eleito o novo presidente da escola.

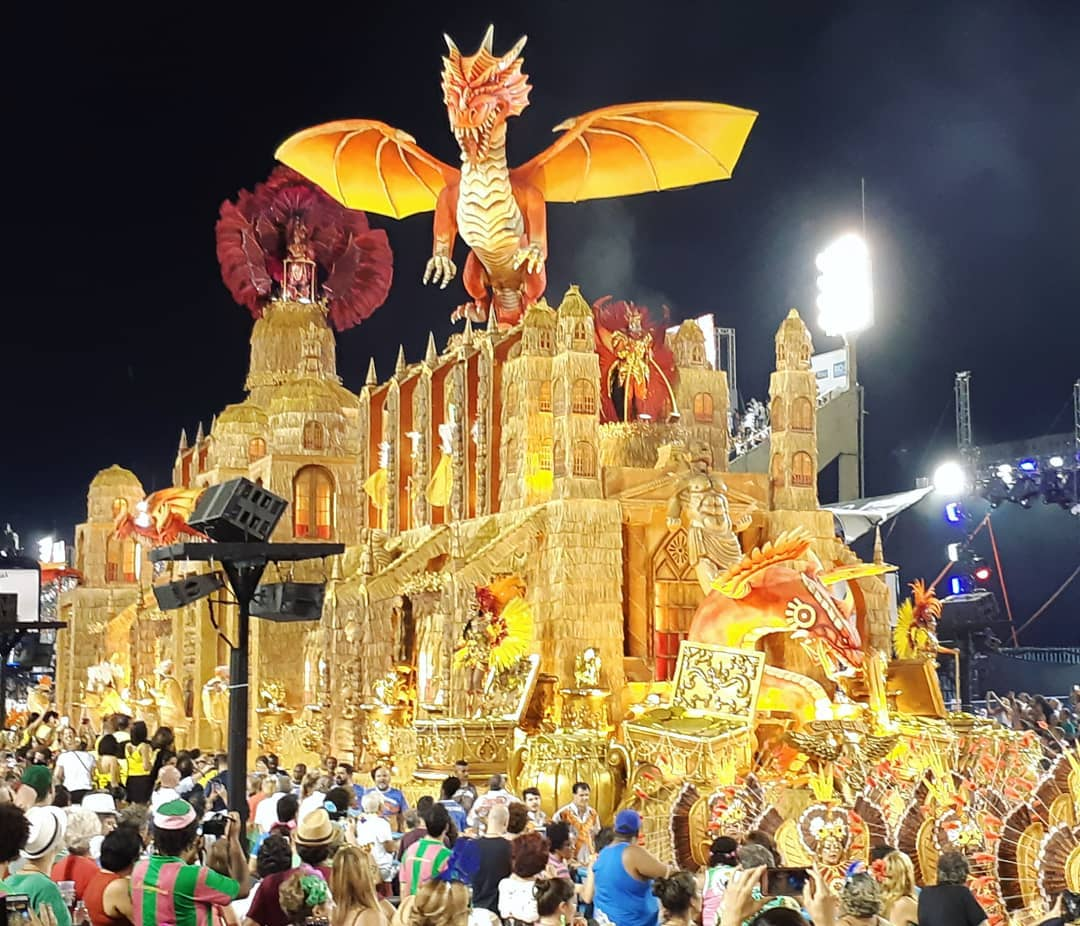
Abre-alas da Ilha em 2019

Para o carnaval de 2019, o enredo apresentado foi "A peleja poética de Rachel e Alencar no avarandado do céu" que homenageou o estado do Ceará através de um encontro fictício entre os autores Rachel de Queiroz e José de Alencar. Com mais um ótimo trabalho plástico do carnavalesco Severo Luzardo e com a bateria garantindo pontuação máxima, a Ilha foi destaque na segunda noite de desfiles. Na apuração final, terminou apenas em 10º lugar.
Para o carnaval de 2020, a Ilha manteve sua equipe. Em abril de 2019, Dudu Azevendo deixa a direção de carnaval da escola para ingressar na Beija-Flor. Com isso, em maio, é anunciado a chegada de Laíla para a direção de carnaval e de harmonia, além do carnavalesco Fran Sérgio, para trabalhar ao lado de Severo. Fato que não se concretizou. Após a chegada da dupla, Severo Luzardo deixa a escola. No final de maio, Cahê Rodrigues foi anunciado e passando a integrar a Comissão de Carnaval com os carnavalescos da escola-mirim Cavalinhos Marinhos da Ilha (Larissa Pereira, Anderson Netto e Allan Barbosa) e acrescentando Felipe Costa, que foi estagiário na Beija-Flor.
Com o enredo "Nas encruzilhadas da vida, entre becos, ruas e vielas, a sorte está lançada: Salve-se quem puder!", a escola retratou a vida nas favelas e os problemas sociais contemporâneos. Com problemas em um carro alegórico a escola estourou o tempo máximo de desfile, sendo penalizada. Após a apuração das notas, terminou em último lugar, sendo rebaixada a Série A, após 11 anos desfilando no Grupo Especial.
Em março de 2020, a União divulgou sua equipe para a disputa do acesso no carnaval seguinte. Ito Melodia segue como interprete, assim como Mestre Keko e Marcelo a frente da Baterilha. Dandara formará dupla com Raphael Rodrigues, ex-Vila Isabel. Já Priscilla Mota e Rodrigo Negri assumem a Comissão de Frente. Severo Luzardo retorna a escola para assinar como carnavalesco ao lado de Cahê Rodrigues. Para a direção de carnaval e harmonia, Dudu Azevedo e Wilsinho Alves voltam à Ilha.

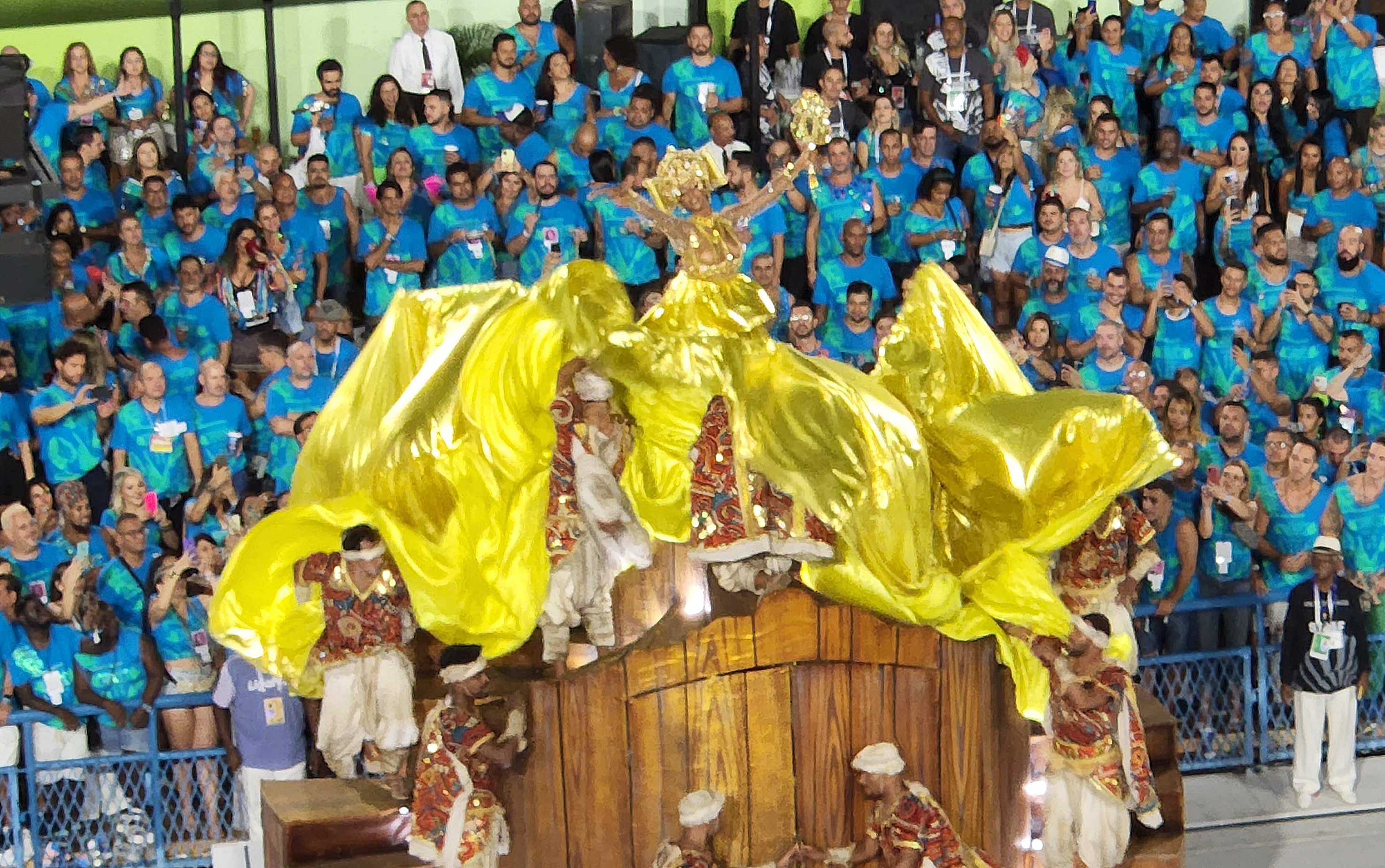
Comissão de Frente celebrando Oxum em 2022.

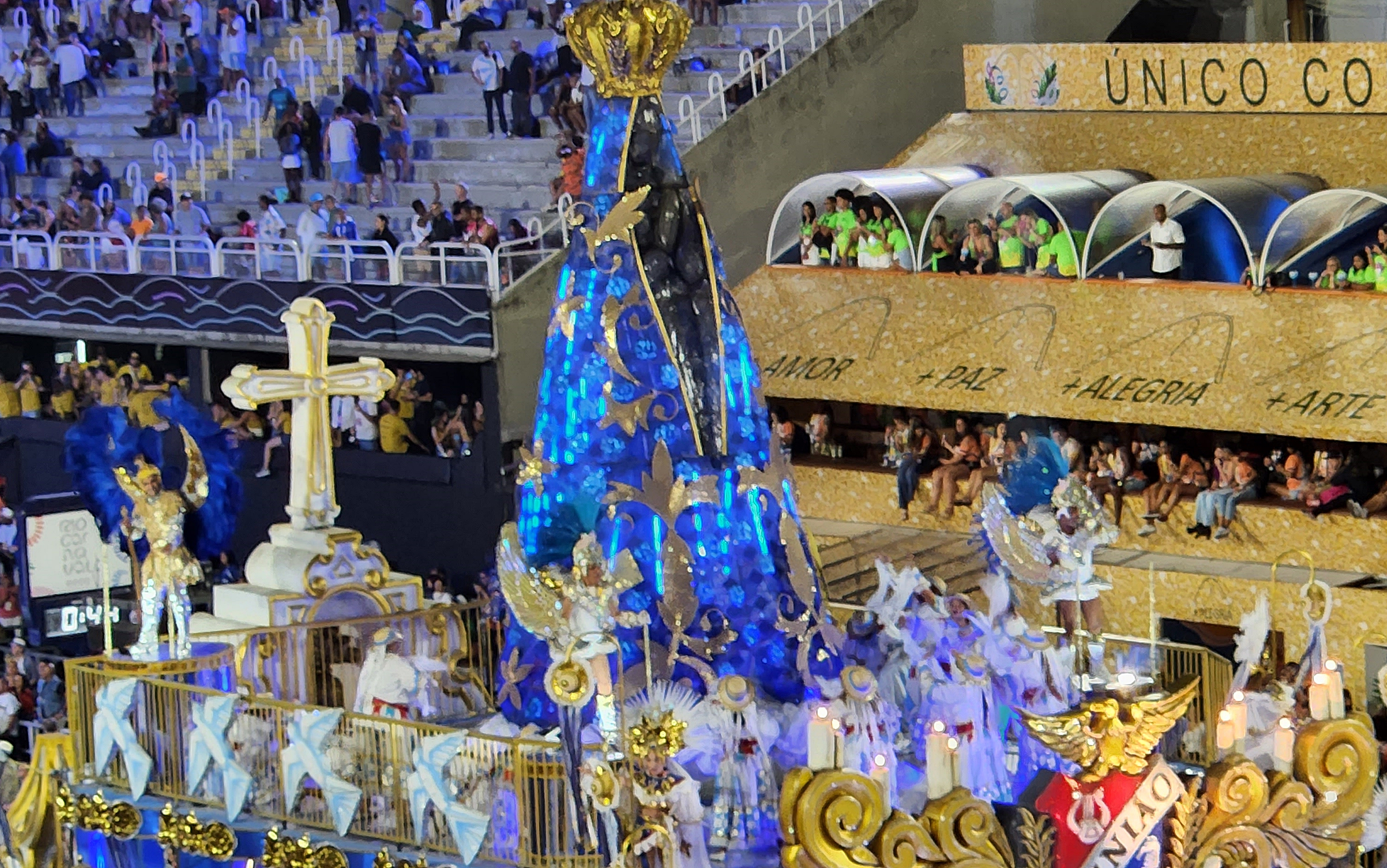
Carnaval de 2022 em homenagem a Aparecida.

No final de outubro de 2020, a Ilha anunciou que reeditará "Fatumbi - A Ilha de Todos os Santos", enredo defendido em 1998 pela escola que homenageou Pierre Verger, fotógrafo e babalaô. A escolha foi confirmado pelo presidente da União, Djalma Falcão, após muita especulação. Anteriormente, era dado como certo que a tricolor insulana reeditaria "Festa Profana", fato que não se concretizou.
Em abril de 2021, Ney Filardi foi eleito para retornar à presidência da União. Na oportunidade confirmou que a escola não reeditará "Fatumbi", ao contrário do que havia sido anunciado pela tricolor insulana. O enredo escolhido pela escola para o carnaval de 2022 foi "O vendedor de orações", buscando homenagear Nossa Senhora Aparecida, padroeira do Brasil. A escola fez um desfile muito elogiado pela crítica especializada, sendo colocada como candidata ao título. Na apuração, porém, a escola terminou apenas em terceiro lugar. Foi o último trabalho do carnavalesco Severo Luzardo, morto pouco antes do desfile, em março de 2022.

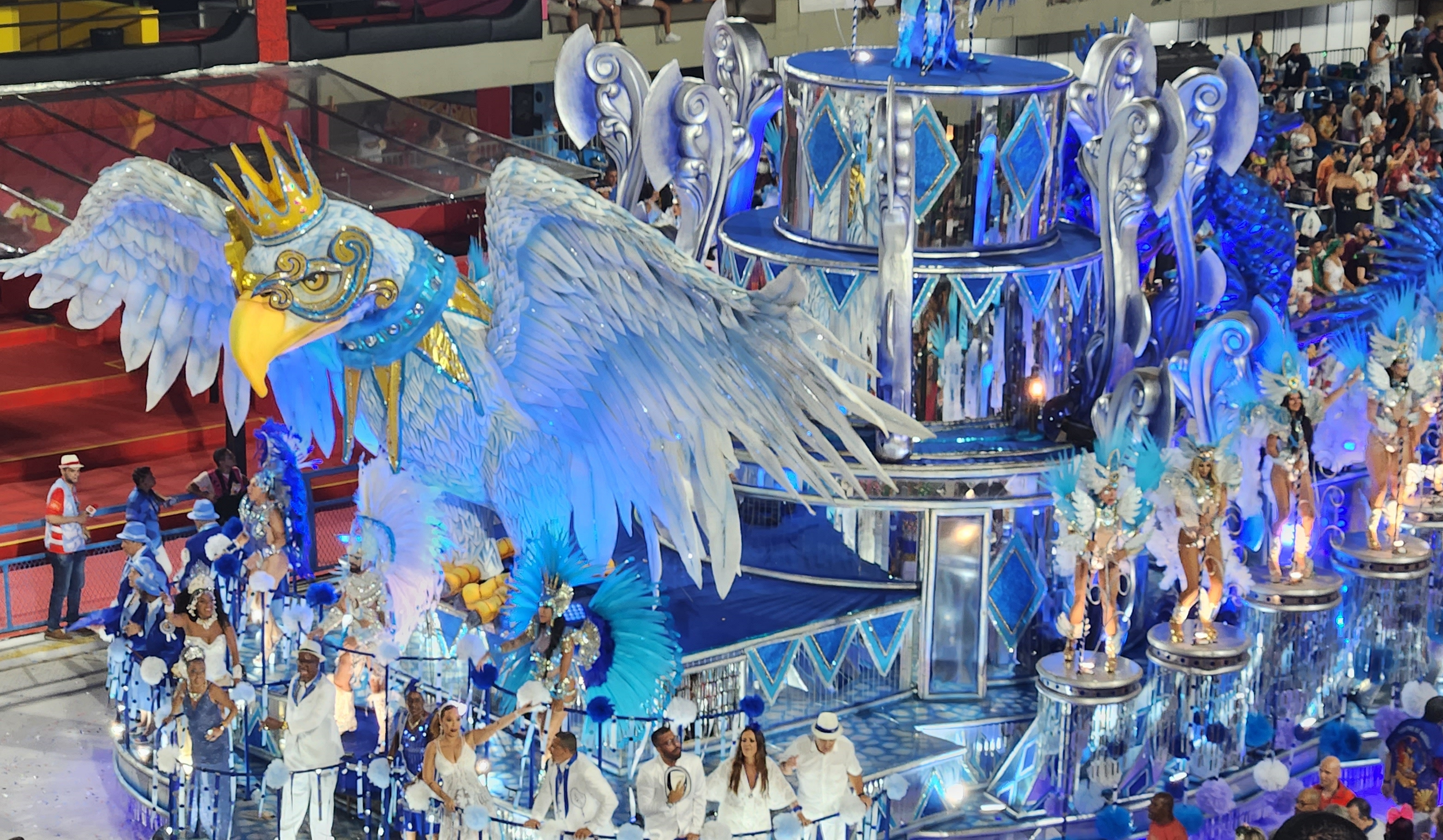
Última alegoria de 2023 trazendo personalidades da Portela.

No carnaval de 2023, a União completou 70 anos e homenageou sua história juntamente a celebração do centenário da sua madrinha Portela. Com o enredo "O encontro das Águias no templo de Momo", a escola terminou apenas na sexta colocação do Acesso. A escola sofreu com problemas nas fantasias, chegando a desfilar com duas alas incompletas.
- 2024: "Doum e Amora: Crianças para Transformar o Mundo!"

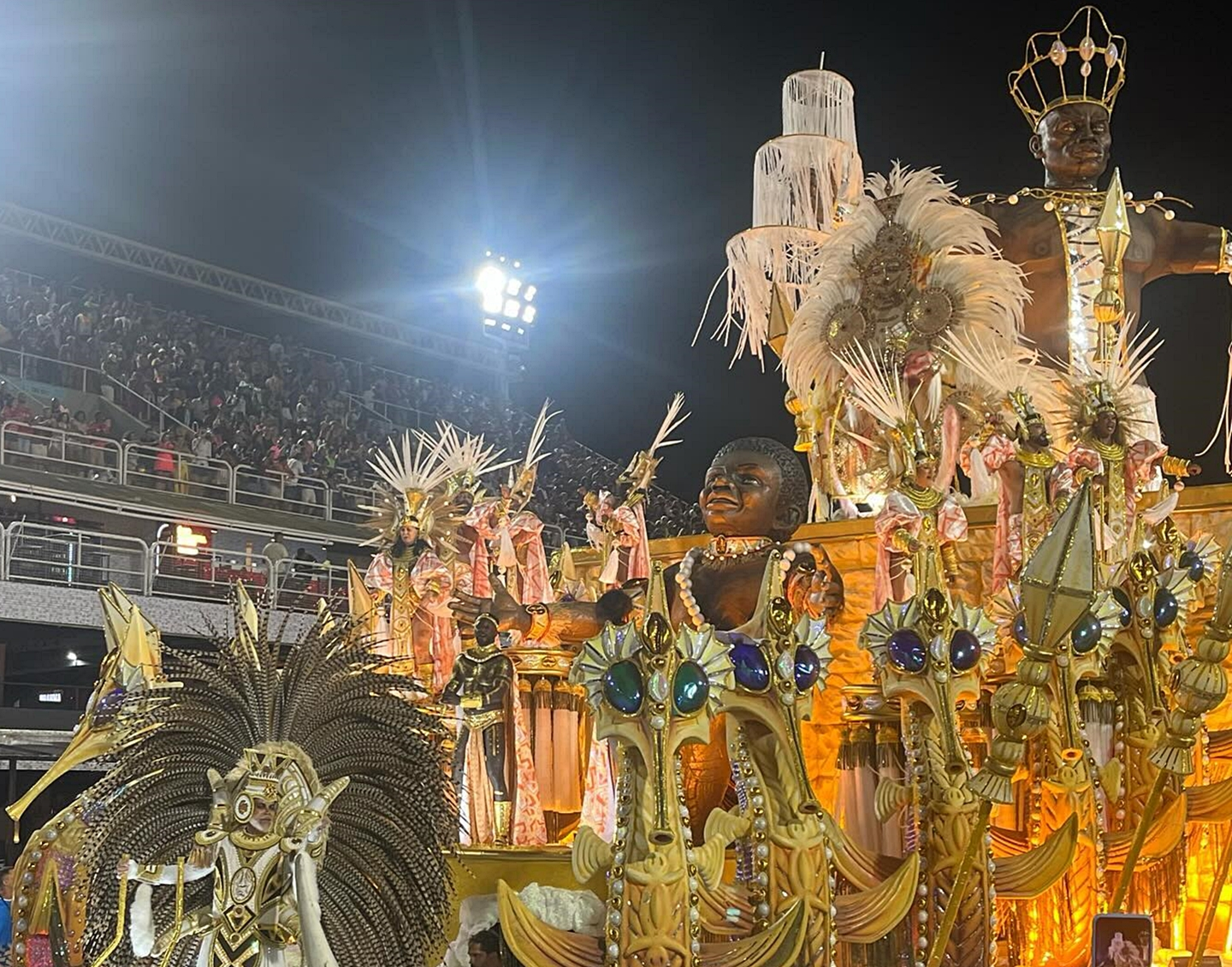
Abre-alas da Ilha em 2024, "Doum pelo Orun dos mistérios do Axé".

Para 2024, a Ilha apresenta um enredo afro e infantil, "Doum e Amora: crianças para transformar o mundo", inspirado no livro "Amoras", de Emicida, a escola aposta numa temática antirracista. Com um desfile bastante elogiado pela crítica especializada, amargou apenas a 7ª colocação após a apuração das notas. Após o carnaval, o carnavalesco Cahê Rodrigues anunciou a saída da escola após quatro carnavais. O interprete Nêgo e o casal de mestre-sala e porta-bandeira Thiaguinho Mendonça e Amanda Poblete também deixaram a agremiação. Em abril houve eleições para o comando da União da Ilha. Ney Filardi foi reeleito presidente até 2026, derrotando Marinho Maia, candidato pela oposição.
- 2025: "BA-DER-NA! Maria do Povo"

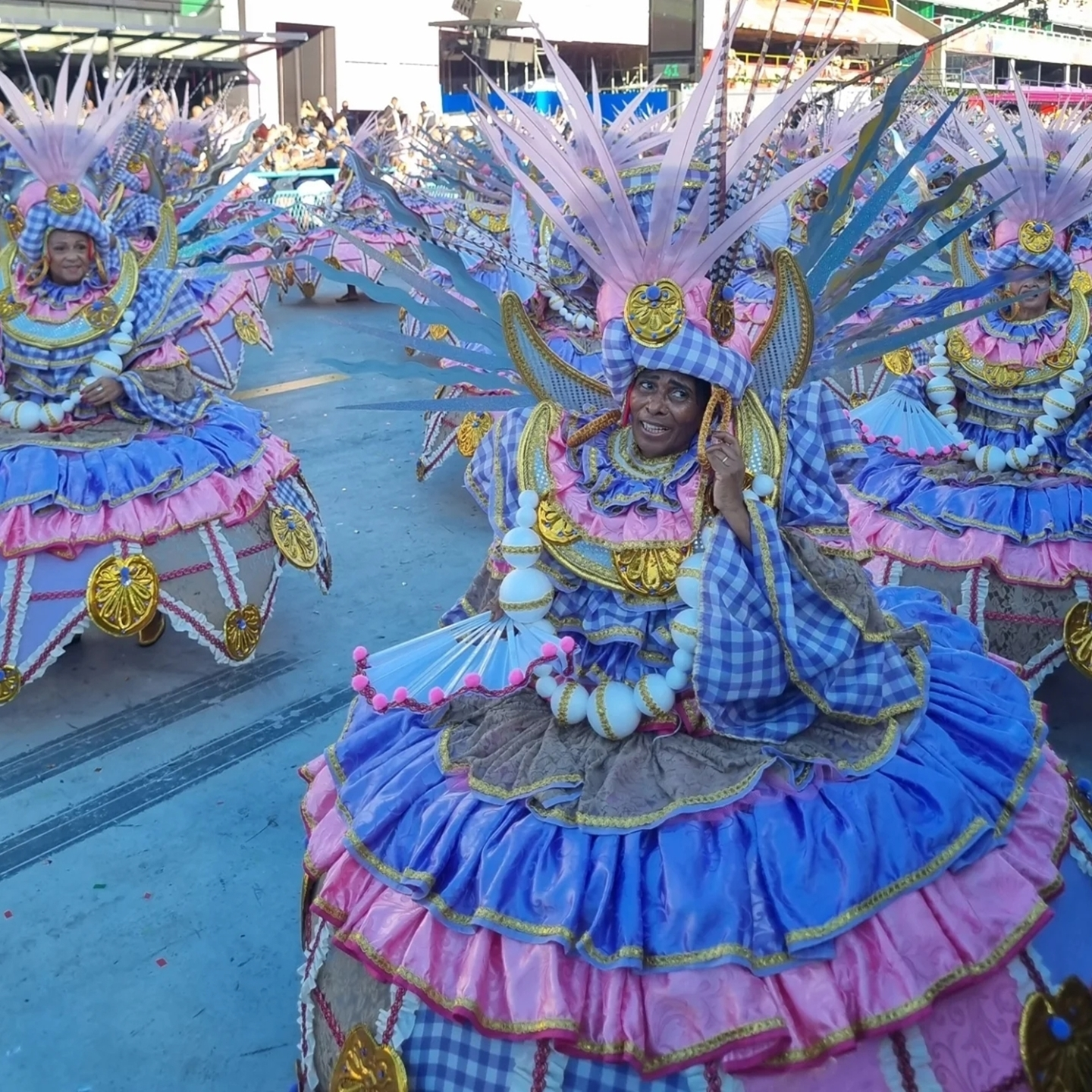
Baianas da Ilha no desfile de 2025.

Após as eleições, a União da Ilha começou a montagem da equipe para o carnaval de 2025. A escola contratou o intérprete Tem-Tem Jr., egresso do Império Serrano, e o carnavalesco Marcus Ferreira, dispensado pela Mocidade Independente de Padre Miguel. David Sabiá e Fernanda Lhove foram contratados para ocuparem o posto de primeiro casal de mestre-sala e porta-bandeira da agremiação. O enredo escolhido para 2025 foi "BA-DER-NA! Maria do Povo", sobre a história da bailarina italiana Marietta Baderna. A União da Ilha encerrou os desfiles da Série Ouro na sexta-feira de Carnaval, entrando na avenida já com o dia claro e sob um forte sol. Especialistas elogiaram o desfile, destacando-se principalmente pela harmonia impecável. No julgamento oficial do carnaval, a União da Ilha conquistou a pontuação máxima nos quesitos Harmonia, Alegorias e Adereços, Comissão de Frente, Enredo, Samba-Enredo e Bateria; perdendo dois décimos em Evolução e três décimos em Fantasias. A maior perda foi no quesito Mestre-sala e Porta-bandeira, com seis décimos perdidos. As despontuações tiraram a escola da liderança da apuração. A escola se classificou em quarto lugar. Após o desfile, a escola dispensou o casal de mestre-sala e porta-bandeira David Sabiá e Fernanda Lhove, enquanto o diretor de carnaval Dudu Falcão e o coreógrafo Marcio Moura se desligaram da agremiação.

## Carnavais
| Ano  | Colocação                                       | Divisão                                         | Enredo | Carnavalescos                                      | Ref.                 |
| ---- | ----------------------------------------------- | ----------------------------------------------- | --- | -------------------------------------------------- | -------------------- |
| 1960 | 3.º Lugar                                       | Grupo 3                                         | "Homenagem às Forças Armadas" (Compositores do samba: Aurinho da Ilha e Didi) | Djalma                                             | [ 2 ] [ 39 ]         |
| 1961 | Vice-campeã (Promovida)                         | Grupo 3                                         | "Rio, Sempre Rio" | Djalma                                             | [ 2 ]                |
| 1962 | 14.º Lugar (Rebaixada)                          | Grupo 2                                         | "Homenagem a Catulo da Paixão Cearense" (Compositores do samba: Aurinho da Ilha e Didi) | Djalma                                             | [ 2 ] [ 40 ]         |
| 1963 | 10.º Lugar                                      | Grupo 3                                         | "Garimpeiros do Araguaia" | Nelson                                             | [ 2 ]                |
| 1964 | 10.º Lugar                                      | Grupo 3                                         | "Riquezas do Brasil" | Nelson                                             | [ 2 ]                |
| 1965 | 5.º Lugar                                       | Grupo 3                                         | "De Estácio a Lacerda" | Nelson                                             | [ 2 ]                |
| 1966 | 4.º Lugar                                       | Grupo 3                                         | "A Queda da Monarquia" | Djalma                                             | [ 2 ]                |
| 1967 | 3.º Lugar                                       | Grupo 3                                         | "Epopeia dos Palmares" | D. Lopes                                           | [ 2 ]                |
| 1968 | 11.º Lugar                                      | Grupo 3                                         | "A Revolução dos Alfaiates" | Nelson                                             | [ 2 ]                |
| 1969 | 5.º Lugar                                       | Grupo 3                                         | "Imagens do Brasil" | Moleque                                            | [ 2 ]                |
| 1970 | Vice-campeã (Promovida)                         | Grupo 3                                         | "O Sonho de Um Sambista" (Compositores do samba: Mundinho e Paulinho) | Edson Machado                                      | [ 2 ] [ 41 ]         |
| 1971 | 14.º Lugar                                      | Grupo 2                                         | "Ritual Afro-Brasileiro" (Compositor do samba: Aurinho da Ilha) | Edson Machado                                      | [ 2 ] [ 42 ]         |
| 1972 | 8.º Lugar                                       | Grupo 2                                         | "A Festa da Cavalhada" (Compositor do samba: Bossa Nova) | Maria Augusta                                      | [ 2 ]                |
| 1973 | 9.º Lugar                                       | Grupo 2                                         | "Y Juca Pirama" (Compositores do samba: Barbicha, Jangada, Juca da Praia e Waldir da Vala) | Maria Augusta                                      | [ 2 ]                |
| 1974 | Campeã (Promovida)                              | Grupo 2                                         | "Lendas e Festas das Yabás" (Compositores do samba: Aroldo Melodia e Leôncio da Silva) | Mário Barcellos                                    | [ 2 ]                |
| 1975 | 9.º Lugar                                       | Grupo 1                                         | "Nos Confins de Vila Monte" (Compositor do samba: Cezão) | Mário Barcellos                                    | [ 2 ]                |
| 1976 | 9.º Lugar                                       | Grupo 1                                         | "Poemas de Máscaras e Sonhos" (Compositores do samba: Waldyr da Vala, L. Barbicha, Wilson Jangada, Dito e Mestrinho) | Maria Augusta                                      | [ 2 ]                |
| 1977 | 3.º Lugar                                       | Grupo 1                                         | "Domingo" (Compositores do samba: Waldyr da Vala, Aurinho da Ilha, Ione do Nascimento e Adhemar de A. Vinhaes) | Alcione Barreto, Adalberto Sampaio e Maria Augusta | [ 2 ]                |
| 1978 | 4.º Lugar                                       | Grupo 1                                         | "O Amanhã" (Compositor do samba: João Sérgio) | Maria Augusta                                      | [ 2 ]                |
| 1979 | 5.º Lugar                                       | Grupo 1A                                        | "O Que Será?" (Compositores do samba: Didi e Aroldo Melodia) | Adalberto Sampaio                                  | [ 2 ]                |
| 1980 | Vice-campeã                                     | Grupo 1A                                        | "Bom, Bonito e Barato" (Compositores do samba: Robertinho Devagar, Jorge Ferreira e Edinho Capeta) | Adalberto Sampaio                                  | [ 43 ] [ 44 ]        |
| 1981 | 7.º Lugar                                       | Grupo 1A                                        | "1910, Burro na Cabeça" (Compositores do samba: Franco, Barbicha, Jangada e Dazinho) | Adalberto Sampaio                                  | [ 2 ]                |
| 1982 | 5.º Lugar                                       | Grupo 1A                                        | "É Hoje" (Compositores do samba: Didi e Mestrinho) | Max Lopes                                          | [ 2 ]                |
| 1983 | 7.º Lugar                                       | Grupo 1A                                        | "Toma Lá Dá Cá" (Compositores do samba: Robertinho Devagar e Armandinho) | Wany Araújo                                        | [ 2 ]                |
| 1984 | 5.º Lugar                                       | Grupo 1A (Domingo)                              | "Quem Pode Pode, Quem não Pode..." (Compositores do samba: Didi e Aurinho da Ilha) | Geraldo Cavalcanti                                 | [ 2 ]                |
| 1985 | 12.º Lugar                                      | Grupo 1A                                        | "Um Herói, Um Enredo, Uma Canção" (Compositores do samba: Didi, Aurinho da Ilha e Aritana) | Luís Orlando                                       | [ 2 ]                |
| 1986 | 5.º Lugar                                       | Grupo 1A                                        | "Assombrações" (Compositores do samba: Robertinho Devagar, Marcio André, Armandinho e Barbicha) | Arlindo Rodrigues                                  | [ 2 ]                |
| 1987 | 9.º Lugar                                       | Grupo 1                                         | "Extra, Extra" (Compositores do samba: J. Brito e Bujão) | Alexandre Louzada                                  | [ 2 ]                |
| 1988 | 6.º Lugar                                       | Grupo 1                                         | "Aquarilha do Brasil" (Compositores do samba: Robertinho Devagar e Marcio André) | Max Lopes                                          | [ 2 ]                |
| 1989 | 3.º Lugar                                       | Grupo 1                                         | "Festa Profana" (Compositores do samba: J. Brito e Bujão) | Ney Ayan                                           | [ 2 ]                |
| 1990 | 7.º Lugar                                       | Especial                                        | "Sonhar com Rei Dá João" (Compositores do samba: J. Brito e Bujão) | Ney Ayan                                           | [ 2 ]                |
| 1991 | 9.º Lugar                                       | Especial                                        | "De Bar em Bar, Didi, Um Poeta" (Compositor do samba: Franco) | Rogério Figueiredo e Ely Peron                     | [ 2 ]                |
| 1992 | 10.º Lugar                                      | Especial                                        | "Sou Mais Minha Ilha" (Compositores do samba: Carlinhos Fuzil, Maurício 100 e Marquinhus do Banjo) | Luiz Fernando Reis                                 | [ 2 ]                |
| 1993 | 11.º Lugar                                      | Especial                                        | "Os Maiores Espetáculos da Terra" (Compositores do samba: Bicudo, Djalma Falcão e Guará da Empresa) | Sylvio Cunha                                       | [ 2 ]                |
| 1994 | 4.º Lugar                                       | Especial                                        | "Abrakadabra, o Despertar dos Mágicos" (Compositores do samba: Almir da Ilha e Franco) | Chico Spinoza                                      | [ 2 ]                |
| 1995 | 11.º Lugar                                      | Especial                                        | "Todo Dia É Dia de Índio" (Compositores do samba: Almir da Ilha e Franco) | Chico Spinoza                                      | [ 2 ]                |
| 1996 | 12.º Lugar                                      | Especial                                        | "A Ilha Faz Uma Viagem a Pintada Encantada" (Compositores do samba: Alberto Varejão e Vicentinho) | Chico Spinoza                                      | [ 2 ]                |
| 1997 | 12.º Lugar                                      | Especial                                        | "Cidade Maravilhosa, o Sonho de Pereira Passos" (Compositores do samba: Bujão, Carlinhos Fuzil e Wanderlei Novidade) | Roberto Szaniecki                                  | [ 2 ]                |
| 1998 | 9.º Lugar                                       | Especial                                        | "Fatumbi - A Ilha de Todos os Santos" (Compositores do samba: Márcio André, Almir da Ilha e Maurício 100) | Milton Cunha                                       | [ 2 ]                |
| 1999 | 10.º Lugar                                      | Especial                                        | "Barbosa Lima, 101 Anos do Sobrinho do Brasil" (Compositores do samba: Bicudo, Djalma Falcão, Dito e Jota Erre) | Milton Cunha                                       | [ 2 ]                |
| 2000 | 8.º Lugar                                       | Especial                                        | "Pra não Dizer que não Falei de Flores" (Compositores do samba: Marquinhus do Banjo, Niva e Franco) | Mário Borriello                                    | [ 2 ]                |
| 2001 | 13.º Lugar (Rebaixada)                          | Especial                                        | "A União Faz a Força, com Muita Energia!" (Compositores do samba: Marcio André, Djalma Falcão, Almir da Ilha e Dito) | Wany Araújo                                        | [ 2 ]                |
| 2002 | 3.º Lugar                                       | Série A (segunda divisão)                       | "Folias de Caxias - De João a João... É o Carnaval da União!" (Compositores do samba: Maurício 100, Carlinhos Fuzil, Ronaldo Maiato, Muca, Ronald, Niva e Régis)                                                                            | Mário Borriello                                    | [ 2 ]                |
| 2003 | Vice-campeã                                     | Série A (segunda divisão)                       | "Chega em Seu Cavalinho Azul Uma Bruxinha Boa. A Ilha Trouxe do Céu Maria Clara Machado" (Compositores do samba: Marcio André, Almir da Ilha, Miguel e Roxinho)                                                                             | Paulo Menezes                                      | [ 2 ]                |
| 2004 | 7.º Lugar                                       | Série A (segunda divisão)                       | "Com Pandeiro ou sem Pandeiro... Eu Brinco. Com Dinheiro ou sem Dinheiro... Eu Também Brinco!" (Compositores do samba: Tote, Tino Ayres, Miguel e Carlinhos do Sete)                                                                        | Paulo Menezes                                      | [ 2 ]                |
| 2005 | Vice-campeã                                     | Série A (segunda divisão)                       | "Das Veredas dos Trilhos a Um Sonho de Fé... A Ilha Traz a Conquista do Pináculo, Corcovado Tentação" (Compositores do samba: Djalma Falcão, Bicudo e Marco Moreno)                                                                         | Alaôr Junior e Antônio Roberto                     | [ 2 ]                |
| 2006 | 3.º Lugar                                       | Série A (segunda divisão)                       | "Das Minas Del Rei São João" (Compositores do samba: Maurício Maia, Ricardo Grassano, Carlinhos Fuzil, Niva, Muca, Alberto Varjão, Carlinhos Daninho, Adilson Cobra Criada, Bebeto do Arrastão e Pinto)                                     | Jack Vasconcelos                                   | [ 2 ]                |
| 2007 | 4.º Lugar                                       | Série A (segunda divisão)                       | "Ripa na Tulipa, Ilha!" (Compositores do samba: Alberto Varjão, Carlinhos Fuzil, Jorginho, Mauricio Maia e Niva) | Paulo Menezes, Jack Vasconcelos e André Marins     | [ 2 ]                |
| 2008 | 5.º Lugar                                       | Série A (segunda divisão)                       | "É Hoje o Dia" (Reedição do enredo de 1982) (Compositores do samba: Didi e Mestrinho) | Jack Vasconcelos                                   | [ 2 ]                |
| 2009 | Campeã (Promovida)                              | Grupo A (segunda divisão)                       | "Viajar É Preciso - Viagens Extraordinárias Através de Mundos Conhecidos e Desconhecidos" (Compositores do samba: Gugu das Candongas, Léo da Ilha, Sardinha, Rafael Bronze, Marcinho, Marquinhus do Banjo e Ito Melodia)                    | Jack Vasconcelos                                   | [ 2 ]                |
| 2010 | 11.º Lugar                                      | Especial                                        | "Dom Quixote de La Mancha, o Cavaleiro dos Sonhos Impossíveis" (Compositores do samba: Grassano, Gabriel Fraga, Márcio André Filho, João Bosco, Arlindo Neto, Gugu das Candongas, Marquinhus do Banjo, Barbosão, Ito Melodia e Léo da Ilha) | Rosa Magalhães                                     | [ 2 ] [ 45 ]         |
| 2011 | Não foi julgada                                 | Especial                                        | "O Mistério da Vida" (Compositores do samba: Gugu das Candongas, Marquinhus do Banjo, João Paulo, Márcio André Filho, Arlindo Neto e Ito Melodia)                                                                                           | Alex de Souza                                      | [ 45 ]               |
| 2012 | 8.º Lugar                                       | Especial                                        | "De Londres ao Rio: Era Uma Vez... Uma Ilha" (Compositores do samba: Carlinhos Fuzil, Fabiano Fernandes, Aloisio Villar, Cadinho, Roger Linhares, Alberto Varjão, Allan, Eduardo, Márcio André Filho e Marquinhus do Banjo)                 | Alex de Souza                                      | [ 45 ]               |
| 2013 | 9.º Lugar                                       | Especial                                        | "Vinícius, no Plural. Paixão, Poesia e Carnaval" (Compositores do samba: Ginho, Júnior, Vinícius do Cavaco, Eduardo Conti, Professor Hugo e Jair Turra)                                                                                     | Alex de Souza                                      | [ 16 ] [ 45 ] [ 46 ] |
| 2014 | 4.º Lugar                                       | Especial                                        | "É Brinquedo, É Brincadeira. A Ilha Vai Levantar Poeira!" (Compositores do samba: Paulinho Poeta, Régis, Gabriel Fraga, Carlinhos Fuzil, Canindé e Flávio Pires)                                                                            | Alex de Souza                                      | [ 17 ] [ 47 ] [ 48 ] |
| 2015 | 9.º Lugar                                       | Especial                                        | "Beleza Pura?" (Compositores do samba: Djalma Falcão, Carlos Caetano, Gugu das Candongas, Beto Mascarenhas, Roger Linhares e Marco Moreno)                                                                                                  | Alex de Souza                                      | [ 49 ] [ 50 ] [ 51 ] |
| 2016 | 11.º Lugar                                      | Especial                                        | "Olímpico por Natureza. Todo Mundo se Encontra no Rio!" (Compositores do samba: Marquinhos do Banjo, Cap. Barreto, Miguel, Roger Linhares, Paulo Guimarães, Dr. Robson, Jamiro Faria e Gugu das Cadongas)                                   | Paulo Menezes e Jack Vasconcelos                   | [ 52 ]               |
| 2017 | 8.º Lugar                                       | Especial                                        | "Nzara Ndembu - Glória ao Senhor Tempo" (Compositores do samba: Marinho, Lobo Junior, Felipe Mussili, Beto Mascarenhas, Dr. Robson, Rony Sena, Marcelão e MM)                                                                               | Severo Luzardo                                     | [ 53 ] [ 54 ]        |
| 2018 | 10.º Lugar                                      | Especial                                        | "Brasil Bom De Boca" (Compositores do samba: Ginho, Marcelão da Ilha, Flavinho Queiroga, Júnior, Thiago Caldas, John Bahiense, André de Souza e Prof. Hugo)                                                                                 | Severo Luzardo                                     | [ 55 ]               |
| 2019 | 10.º Lugar                                      | Especial                                        | "A Peleja Poética Entre Rachel e Alencar no Avarandado do Céu" (Compositores do samba: Myngal, Marcelão da Ilha, Roger Linhares, Marinho, Cap. Barreto, Eli Doutor, Fernando Nicola e Marco Moreno)                                         | Severo Luzardo                                     | [ 56 ]               |
| 2020 | 13.º Lugar (Rebaixada)                          | Especial                                        | “Nas Encruzilhadas da Vida, Entre Becos, Ruas e Vielas, a Sorte Está Lançada: Salve-se Quem Puder!” (Compositores do samba: Marcio André, Marcio André Filho, Rafael Prates, J Alves, Daniel e Marinho)                                     | Laíla, Fran Sérgio e Cahê Rodrigues                | [ 21 ] [ 24 ]        |
| 2021 | Não houve desfile devido a pandemia de Covid-19 | Não houve desfile devido a pandemia de Covid-19 | Não houve desfile devido a pandemia de Covid-19 | Não houve desfile devido a pandemia de Covid-19    | [ 57 ]               |
| 2022 | 3.º Lugar                                       | Série Ouro (segunda divisão)                    | "O Vendedor de Orações" (Compositores do samba: Marquinhus do Banjo, Gugu das Candongas, Márcio André Filho, Rafinha da Ilha, Júnior Nova Geração, Romeu Almeida, Mikaiá e Almir da Ilha)                                                   | Cahê Rodrigues e Severo Luzardo                    | [ 58 ] [ 59 ] [ 60 ] |
| 2023 | 6.º Lugar                                       | Série Ouro (segunda divisão)                    | "O Encontro das Águias no Templo de Momo" (Compositores do samba: Noca da Portela, Almir da Ilha, Diogo Nogueira, Ciraninho, Queiroga, Claudio Gaspar, Nilton Carvalho, Valter, Emerson Xumbrega e DG)                                      | Cahê Rodrigues                                     | [ 61 ]               |
| 2024 | 7.º Lugar                                       | Série Ouro (segunda divisão)                    | "Doum e Amora: Crianças para Transformar o Mundo!" (Compositores do samba: André de Souza, John Bahiense, Ricardo Castanheira, Leandro Pereira, Leandro Augusto, Júlio Assis, Flávio Stutzel e Vagner Alegria)                              | Cahê Rodrigues                                     | [ 62 ]               |
| 2025 | 4.º Lugar                                       | Série Ouro (segunda divisão)                    | "BA-DER-NA! Maria do Povo" (Compositores do samba: Romeu D`Malandro, Diego Nicolau, Carlinhos Fuzileiro, Geraldo M. Felicio, Inaldo Botelho, Richard Valença, Paulo Beckham, Fernando Tetê, Fábio Sol e Igor Leal)                          | Marcus Ferreira                                    | [ 63 ]               |
| 2026 |                                                 | Série Ouro (segunda divisão)                    | "Viva o Hoje! O Amanhã? Fica Pra Depois!" (Compositores do samba: Wagnão, Rony Sena, João Vidal, Vinícius Moro, Renan Diniz, Paulo Beckham, Jotapé e Gigi da Estiva)                                                                        | Marcus Ferreira                                    | [ 64 ] [ 65 ]        |

## Títulos
A União da Ilha nunca venceu a primeira divisão do carnaval. Sua melhor colocação foi o vice-campeonato de 1980.
| Títulos da União da Ilha | Títulos da União da Ilha | Títulos da União da Ilha |
| ------------------------ | ------------------------ | ------------------------ |
| Divisão                  | Títulos                  | Carnavais                |
| Segunda divisão          | 2                        | 1974, 2009               |

## Premiações

### Estandarte de Ouro
| Estandartes de Ouro do GRES União da Ilha do Governador | Estandartes de Ouro do GRES União da Ilha do Governador | Estandartes de Ouro do GRES União da Ilha do Governador | Estandartes de Ouro do GRES União da Ilha do Governador |
| Categoria                                               | Total                                                   | Ano                                                     | Referências                                             |
| ------------------------------------------------------- | ------------------------------------------------------- | ------------------------------------------------------- | ------------------------------------------------------- |
| Escola                                                  | 1                                                       | 2011                                                    | [ 66 ] [ 67 ]                                           |
| Comunicação com o público (Categoria extinta em 1984)   | 1                                                       | 1977                                                    | [ 68 ]                                                  |
| Samba-enredo                                            | 1                                                       | 1977                                                    | [ 69 ]                                                  |
| Enredo                                                  | 3                                                       | 1998, 2011 e 2014                                       | [ 70 ] [ 67 ] [ 71 ]                                    |
| Bateria                                                 | 5                                                       | 1978, 1981, 1985, 1989 e 2017                           | [ 72 ]                                                  |
| Intérprete                                              | 5                                                       | 1986, 2010, 2011, 2016 e 2017                           | [ 73 ] [ 67 ] [ 74 ]                                    |
| Porta-bandeira                                          | 1                                                       | 1995                                                    | [ 75 ]                                                  |
| Mestre-sala                                             | 2                                                       | 1976 e 2019                                             | [ 76 ]                                                  |
| Comissão de frente                                      | 2                                                       | 2012 e 2017                                             | [ 77 ] [ 78 ]                                           |
| Ala                                                     | 5                                                       | 1976, 1982, 1996, 2013 e 2016                           | [ 79 ] [ 80 ] [ 74 ]                                    |
| Passista masculino                                      | 1                                                       | 1995                                                    | [ 81 ]                                                  |
| Revelação                                               | 2                                                       | 1998 e 2014                                             | [ 82 ] [ 71 ]                                           |
| Personalidade                                           | 2                                                       | 1977, 1995                                              | [ 83 ]                                                  |
| Destaque feminino (Categoria extinta em 1986)           | 1                                                       | 1982                                                    | [ 84 ]                                                  |

### Outros prêmios
Outros prêmios recebidos pelo GRES União da Ilha do Governador.
| Ano  | Prêmio               | Categoria / premiados                                                                                                 | Divisão        | Ref.                    |
| ---- | -------------------- | --- | -------------- | ----------------------- |
| 1990 | Cidadão Samba        | Edson da Silva Monteiro                                                                                               | Grupo Especial | [ 85 ]                  |
| 1999 | Tamborim de Ouro     | Personalidade (Aroldo Melodia)                                                                                        | Grupo Especial | [ 86 ]                  |
| 1999 | Tamborim de Ouro     | Ala das baianas | Grupo Especial | [ 86 ]                  |
| 2002 | S@mba-Net            | Melhor comunicação com o público                                                                                      | Grupo A        | [ 87 ] [ 88 ]           |
| 2002 | S@mba-Net            | Casal de Mestre-sala e Porta-bandeira (Fábio e Irinéa Ferreira)                                                       | Grupo A        | [ 87 ] [ 88 ]           |
| 2002 | S@mba-Net            | Personalidade masculina (Aroldo Melodia)                                                                              | Grupo A        | [ 87 ] [ 88 ]           |
| 2003 | S@mba-net            | Melhor desfile do ano                                                                                                 | Grupo A        | [ 89 ] [ 90 ]           |
| 2003 | S@mba-net            | Conjunto alegórico | Grupo A        | [ 89 ] [ 90 ]           |
| 2003 | S@mba-net            | Conjunto de fantasias                                                                                                 | Grupo A        | [ 89 ] [ 90 ]           |
| 2003 | S@mba-net            | Ala das crianças | Grupo A        | [ 89 ] [ 90 ]           |
| 2004 | S@mba-Net            | Enredo ("Com pandeiro ou sem pandeiro... eu brinco. Com dinheiro ou sem dinheiro... eu também brinco!")               | Grupo A        | [ 91 ] [ 92 ]           |
| 2004 | S@mba-Net            | Conjunto de fantasias                                                                                                 | Grupo A        | [ 91 ] [ 92 ]           |
| 2004 | S@mba-Net            | Ala ("Elvis Presley")                                                                                                 | Grupo A        | [ 91 ] [ 92 ]           |
| 2004 | Troféu Jorge Lafond  | Bateria (Diretor responsável: Mestre Paulão)                                                                          | Grupo A        | [ 93 ]                  |
| 2005 | S@mba-Net            | Melhor comunicação com o público                                                                                      | Grupo A        | [ 94 ] [ 95 ]           |
| 2005 | S@mba-Net            | Comissão de frente (Coreógrafa: Luciana Yegros)                                                                       | Grupo A        | [ 94 ] [ 95 ]           |
| 2005 | S@mba-Net            | Ala de crianças | Grupo A        | [ 94 ] [ 95 ]           |
| 2005 | Troféu Jorge Lafond  | Samba-enredo ("Das veredas dos trilhos a um sonho de fé... A Ilha traz a Conquista do Pináculo, Corcovado Tentação")  | Grupo A        | [ 96 ]                  |
| 2005 | Troféu Jorge Lafond  | Mestre-sala (Toninho)                                                                                                 | Grupo A        | [ 96 ]                  |
| 2005 | Troféu Jorge Lafond  | Velha guarda | Grupo A        | [ 96 ]                  |
| 2006 | S@mba-Net            | Melhor desfile do ano                                                                                                 | Grupo A        | [ 97 ] [ 98 ]           |
| 2006 | S@mba-Net            | Conjunto alegórico | Grupo A        | [ 97 ] [ 98 ]           |
| 2006 | S@mba-Net            | Conjunto de fantasias                                                                                                 | Grupo A        | [ 97 ] [ 98 ]           |
| 2006 | S@mba-Net            | Alegoria ("Fausto Barroco")                                                                                           | Grupo A        | [ 97 ] [ 98 ]           |
| 2006 | Troféu Apoteose      | Melhor escola do ano                                                                                                  | Grupo A        | [ 99 ]                  |
| 2006 | Troféu Jorge Lafond  | Melhor comunicação com o público                                                                                      | Grupo A        | [ 100 ]                 |
| 2006 | Troféu Jorge Lafond  | Ala de passistas | Grupo A        | [ 100 ]                 |
| 2006 | Troféu Jorge Lafond  | Rainha de bateria (Bruna Bruno)                                                                                       | Grupo A        | [ 100 ]                 |
| 2007 | S@mba-Net            | Melhor comunicação com o público                                                                                      | Grupo A        | [ 101 ] [ 102 ]         |
| 2007 | S@mba-Net            | Ala de baianas | Grupo A        | [ 101 ] [ 102 ]         |
| 2007 | Troféu Jorge Lafond  | Harmonia (Diretor responsável: David Lenie)                                                                           | Grupo A        | [ 103 ]                 |
| 2007 | Troféu Jorge Lafond  | Ala de passistas | Grupo A        | [ 103 ]                 |
| 2007 | Troféu Parangolé     | André Marins (Pela interatividade com o público)                                                                      | Grupo A        | [ 104 ]                 |
| 2008 | Estrela do Carnaval  | Melhor escola do Grupo A                                                                                              | Grupo A        | [ 105 ] [ 106 ]         |
| 2008 | S@mba-Net            | Melhor comunicação com o público                                                                                      | Grupo A        | [ 107 ] [ 108 ]         |
| 2008 | S@mba-Net            | Casal de Mestre-sala e Porta-bandeira (Rogerinho Rosa e Pryscilla Rosa)                                               | Grupo A        | [ 107 ] [ 108 ]         |
| 2008 | S@mba-Net            | Velha guarda | Grupo A        | [ 107 ] [ 108 ]         |
| 2008 | Troféu Jorge Lafond  | Ala de passistas | Grupo A        | [ 109 ]                 |
| 2009 | Estrela do Carnaval  | Comissão de frente (Luciana Yegros)                                                                                   | Grupo A        | [ 110 ]                 |
| 2009 | Estrela do Carnaval  | Bateria (Diretor responsável: Mestre Riquinho)                                                                        | Grupo A        | [ 110 ]                 |
| 2009 | Plumas & Paetês      | Diretor de bateria (Mestre Riquinho)                                                                                  | Grupo A        | [ 111 ]                 |
| 2009 | S@mba-Net            | Bateria (Diretor responsável: Mestre Riquinho)                                                                        | Grupo A        | [ 112 ] [ 113 ]         |
| 2009 | S@mba-Net            | Velha guarda | Grupo A        | [ 112 ] [ 113 ]         |
| 2009 | Troféu Jorge Lafond  | Melhor escola | Grupo A        | [ 114 ]                 |
| 2009 | Troféu Jorge Lafond  | Rainha de bateria (Bruna Bruno)                                                                                       | Grupo A        | [ 114 ]                 |
| 2010 | Troféu Manchete      | Revelação (Bruna Bruno)                                                                                               | Grupo Especial | [ 115 ]                 |
| 2010 | Troféu Jorge Lafond  | Personalidade (Ito Melodia)                                                                                           | Grupo Especial | [ 116 ]                 |
| 2010 | Plumas & Paetês      | Carpinteiro (José Castelo)                                                                                            | Grupo Especial | [ 117 ]                 |
| 2011 | Tamborim de Ouro     | Intérprete (Ito Melodia)                                                                                              | Grupo Especial | [ 118 ] [ 119 ]         |
| 2011 | Tamborim de Ouro     | Prêmio especial pela superação após o incêndio nos barracões da Cidade do Samba (Grande Rio, Portela e União da Ilha) | Grupo Especial | [ 118 ] [ 119 ]         |
| 2011 | Gato de Prata        | Rainha de bateria (Bruna Bruno)                                                                                       | Grupo Especial | [ 120 ]                 |
| 2011 | Troféu Jorge Lafond  | Personalidade (Ney Fillardis)                                                                                         | Grupo Especial | [ 121 ]                 |
| 2011 | Plumas & Paetês      | Carnavalesco (Alex de Souza)                                                                                          | Grupo Especial | [ 122 ]                 |
| 2011 | Plumas & Paetês      | Figurinista (Alex de Souza)                                                                                           | Grupo Especial | [ 122 ]                 |
| 2011 | Plumas & Paetês      | Pesquisador (Alex de Souza)                                                                                           | Grupo Especial | [ 122 ]                 |
| 2011 | Plumas & Paetês      | Diretor de carnaval (Marcio André)                                                                                    | Grupo Especial | [ 122 ]                 |
| 2011 | Plumas & Paetês      | Diretor de harmonia (Almir Frutuoso)                                                                                  | Grupo Especial | [ 122 ]                 |
| 2012 | Tamborim de Ouro     | Ala das baianas | Grupo Especial | [ 123 ] [ 124 ]         |
| 2012 | Estrela do Carnaval  | Conjunto de alegorias                                                                                                 | Grupo Especial | [ 105 ] [ 124 ]         |
| 2012 | Troféu Jorge Lafond  | Personalidade (Jéssica Pimentinha)                                                                                    | Grupo Especial | [ 125 ]                 |
| 2012 | Tupi Carnaval Total  | Carnavalesco (Alex de Souza)                                                                                          | Grupo Especial | [ 124 ]                 |
| 2012 | Plumas & Paetês      | Desenhista (Alex de Souza)                                                                                            | Grupo Especial | [ 126 ]                 |
| 2013 | SRZD-Carnaval        | Carnavalesco (Alex de Souza)                                                                                          | Grupo Especial | [ 127 ]                 |
| 2013 | Estrela do Carnaval  | Intérprete (Ito Melodia)                                                                                              | Grupo Especial | [ 128 ]                 |
| 2013 | Veja Rio             | Intérprete (Ito Melodia)                                                                                              | Grupo Especial | [ 129 ] [ 130 ]         |
| 2013 | Gato de Prata        | Enredo ("Vinícius, no plural. Paixão, poesia e carnaval")                                                             | Grupo Especial | [ 131 ]                 |
| 2013 | Plumas & Paetês      | Pesquisador (Alex de Souza)                                                                                           | Grupo Especial | [ 132 ]                 |
| 2014 | Estrela do Carnaval  | Enredo ("É Brinquedo, é brincadeira. A Ilha vai levantar poeira!")                                                    | Grupo Especial | [ 105 ] [ 133 ]         |
| 2014 | Estrela do Carnaval  | Conjunto de alegorias                                                                                                 | Grupo Especial | [ 105 ] [ 133 ]         |
| 2014 | S@mba-Net            | Enredo ("É Brinquedo, é brincadeira. A Ilha vai levantar poeira!")                                                    | Grupo Especial | [ 134 ] [ 135 ]         |
| 2014 | S@mba-Net            | Intérprete (Ito Melodia)                                                                                              | Grupo Especial | [ 134 ] [ 135 ]         |
| 2014 | Gato de Prata        | Enredo ("É Brinquedo, é brincadeira. A Ilha vai levantar poeira!")                                                    | Grupo Especial | [ 136 ]                 |
| 2014 | Gato de Prata        | Carnavalesco (Alex de Souza)                                                                                          | Grupo Especial | [ 136 ]                 |
| 2014 | Gato de Prata        | Intérprete (Ito Melodia)                                                                                              | Grupo Especial | [ 136 ]                 |
| 2014 | Troféu Apoteose      | Comissão de frente (Coreógrafo: Jaime Arôxa)                                                                          | Grupo Especial | [ 137 ]                 |
| 2014 | Veja Rio             | Rainha de bateria (Bruna Bruno)                                                                                       | Grupo Especial | [ 138 ]                 |
| 2014 | Plumas & Paetês      | Carpinteiro (José Batista Jorge)                                                                                      | Grupo Especial | [ 139 ]                 |
| 2014 | Plumas & Paetês      | Iluminador (Paulo Cesar Magalhães e Sergio Damião)                                                                    | Grupo Especial | [ 139 ]                 |
| 2014 | Plumas & Paetês      | Pintor (Cássio) | Grupo Especial | [ 139 ]                 |
| 2014 | Plumas & Paetês      | Destaque de luxo masculino (Leandro Fonseca)                                                                          | Grupo Especial | [ 139 ]                 |
| 2015 | Tamborim de Ouro     | Homenagem especial (Bruna Bruno)                                                                                      | Grupo Especial | [ 140 ]                 |
| 2015 | S@mba-Net            | Enredo ("Beleza pura?")                                                                                               | Grupo Especial | [ 141 ] [ 142 ] [ 143 ] |
| 2015 | SRZD-Carnaval        | Rainha de bateria (Bruna Bruno)                                                                                       | Grupo Especial | [ 144 ]                 |
| 2015 | Tupi Carnaval Total  | Comissão de frente (Coreógrafo: Patrick Carvalho)                                                                     | Grupo Especial | [ 145 ]                 |
| 2015 | Plumas & Paetês      | Maquiador artístico (Jorge Abreu)                                                                                     | Grupo Especial | [ 146 ]                 |
| 2016 | Tamborim de Ouro     | Comissão de frente (Coreógrafo: Patrick Carvalho)                                                                     | Grupo Especial | [ 147 ]                 |
| 2016 | Plumas & Paetês      | Coreógrafo de comissão de frente (Patrick Carvalho)                                                                   | Grupo Especial | [ 148 ]                 |
| 2016 | Prêmio Machine       | Coreógrafo de comissão de frente (Patrick Carvalho)                                                                   | Grupo Especial | [ 149 ] [ 150 ]         |
| 2016 | Troféu Bateria       | Diretor de bateria (Mestre Ciça)                                                                                      | Grupo Especial | [ 151 ]                 |
| 2016 | Troféu Bateria       | Ala de caixa | Grupo Especial | [ 151 ]                 |
| 2017 | Passista Samba no Pé | Passista Revelação Masculino (Beto Freitas)                                                                           |                | [ 152 ]                 |
| 2018 | Plumas & Paetês      | Melhor Passista Masculino Grupo especial (BETO FREITAS)                                                               |                |                         |
| 2019 | Passista Samba no Pé | Passista Masculino (Victor Igor)                                                                                      |                | [ 153 ]                 |
| 2022 | S@mba-Net            | Melhor Conjunto Alegórico                                                                                             | Série Ouro     | [ 154 ]                 |
| 2022 | SRzd Carnaval        | Melhor Escola | Série Ouro     | [ 155 ]                 |
| 2022 | SRzd Carnaval        | Melhor Carnavalesco (Cahê Rodrigues e Severo Luzardo)                                                                 | Série Ouro     | [ 155 ]                 |
| 2022 | SRzd Carnaval        | Melhor Intérprete (Ito Melodia)                                                                                       | Série Ouro     | [ 155 ]                 |
| 2022 | SRzd Carnaval        | Melhor Bateria | Série Ouro     | [ 155 ]                 |
| 2023 | S@mba-Net            | Melhor Galeria da Velha Guarda                                                                                        | Série Ouro     | Série Ouro              |
| 2023 | SRzd Carnaval        | Melhor casal de MSPB (Amanda Poblete e Thiaguinho Mendonça)                                                           | [ 156 ]        | Série Ouro              |
| 2023 | SRzd Carnaval        | Melhor Bateria | [ 156 ]        | Série Ouro              |
| 2023 | Estrela do Carnaval  | Melhor Intérprete (Igor Vianna)                                                                                       | [ 157 ]        | Série Ouro              |
| 2023 | Estrela do Carnaval  | Melhor Conjunto de Alegorias e Fantasias                                                                              | [ 157 ]        | Série Ouro              |
| 2023 | Estrela do Carnaval  | Melhor Harmonia | [ 157 ]        | Série Ouro              |
| 2024 | Estrela do Carnaval  | Melhor casal de MSPB (Amanda Poblete e Thiaguinho Mendonça)                                                           | [ 158 ]        | Série Ouro              |
| 2025 | Estrela do Carnaval  | Melhor Ala de Passistas                                                                                               |                | Série Ouro              |
| 2025 | Estrela do Carnaval  | Melhor Harmonia | [ 159 ]        | Série Ouro              |
| 2025 | Band Folia           | Melhor Enredo | [ 159 ]        | Série Ouro              |
| 2025 | Band Folia           | Melhor Bateria |                | Série Ouro              |
| 2025 | Band Folia           | Melhor Esquenta | [ 160 ]        | Série Ouro              |

## Segmentos

### Presidentes

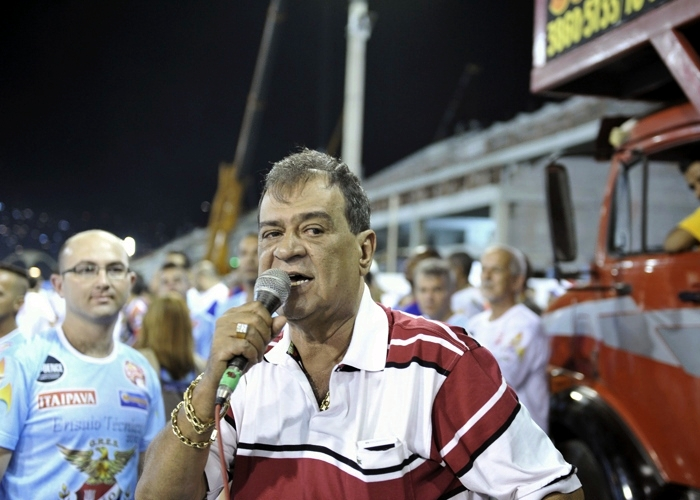
Ney Filardi, atual presidente da União

| Presidentes                          | Período       | Ref.                    |
| ------------------------------------ | ------------- | ----------------------- |
| Maurício Taufie Gazelle              | 1954–1955     | [ 161 ] [ 162 ]         |
| Antonio Ribeiro                      | 1956–1959     | [ 163 ] [ 164 ]         |
| Jucy Curvello                        | 1974–1976     | [ 161 ] [ 165 ]         |
| Paulo Amargoso                       | 1977–1980     | [ 161 ] [ 166 ]         |
| Roberto Maia dos Santos              | 1981–1983     | [ 161 ] [ 167 ]         |
| Maurício Taufie Gazelle              | 1984–1987     | [ 161 ] [ 168 ]         |
| Roberto Maia dos Santos              | 1988–1990     | [ 169 ] [ 170 ]         |
| Giovanni Riente                      | 1991–1993     | [ 161 ] [ 171 ]         |
| Jorge Taufie Gazelle ("Peixinho")    | 1994–1999     | [ 161 ] [ 172 ]         |
| Alfredo Fernando da Silva ("Fumaça") | 2000–2002     | [ 161 ] [ 173 ]         |
| Jorge Taufie Gazelle ("Peixinho")    | 2003–2004     | [ 174 ] [ 161 ]         |
| Giovanni Riente                      | 2005–2007     | [ 161 ] [ 175 ]         |
| Márcio André                         | 2008          | [ 161 ] [ 176 ]         |
| Sidney Filardi                       | 2009–2018     | [ 161 ] [ 177 ] [ 178 ] |
| Djalma Falcão                        | 2018–2021     | [ 179 ]                 |
| Sidney Filardi                       | 2021–presente | [ 180 ] [ 181 ]         |

### Presidência de Honra
| Presidentes de Honra | Período       | Ref.    |
| -------------------- | ------------- | ------- |
| Mauricio Gazelle     | ?–2012        | [ 182 ] |
| Paulo Amargoso       | 2012–2018     | [ 183 ] |
| Sidney Filardi       | 2018–2021     | [ 179 ] |
| Djalma Falcão        | 2021–2024     | [ 180 ] |
| Sávio Neves          | 2024–presente | [ 181 ] |

### Intérpretes

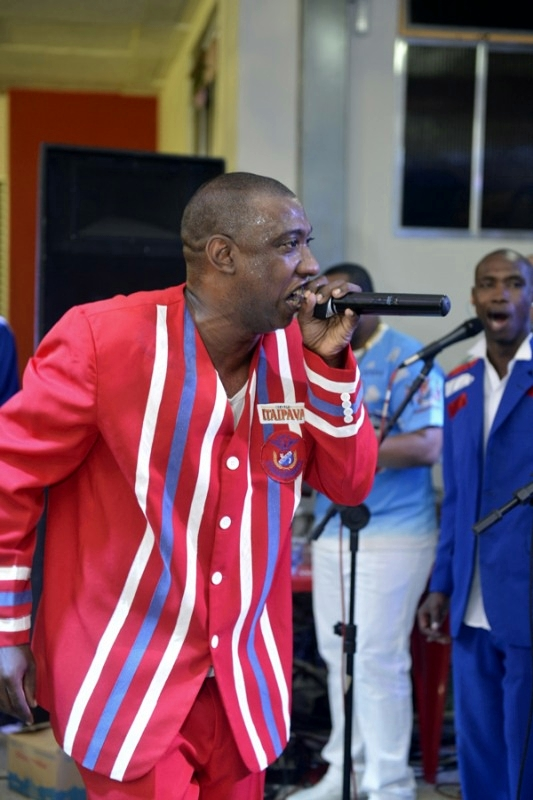
Ito Melodia, intérprete mais longevo da União da Ilha.

| Intérpretes                    | Carnavais     | Ref.            |
| ------------------------------ | ------------- | --------------- |
| Aroldo Melodia                 | 1970–1983     | [ 184 ]         |
| Quinzinho                      | 1984          | [ 185 ]         |
| Quinho                         | 1985          | [ 186 ]         |
| Aroldo Melodia                 | 1986–1987     | [ 184 ]         |
| Quinho                         | 1988–1990     | [ 186 ]         |
| Aroldo Melodia                 | 1991–1992     | [ 184 ]         |
| Maurício Maia                  | 1993          | [ 187 ] [ 171 ] |
| Quinho                         | 1994          | [ 186 ]         |
| Aroldo Melodia                 | 1995          | [ 184 ]         |
| Aroldo Melodia e Ito Melodia   | 1996          | [ 184 ] [ 188 ] |
| Ito Melodia                    | 1997          | [ 188 ]         |
| Rixxah                         | 1998          | [ 189 ]         |
| Maurício Maia e Roger Linhares | 1999          | [ 187 ] [ 190 ] |
| Serginho do Porto              | 2000          | [ 191 ]         |
| Wander Pires                   | 2001          | [ 192 ]         |
| Ito Melodia                    | 2002–2022     | [ 188 ]         |
| Igor Vianna                    | 2023          | [ 193 ]         |
| Nêgo                           | 2024          | [ 194 ]         |
| Tem-Tem Jr                     | 2025–presente | [ 195 ]         |

### Comissão de Frente

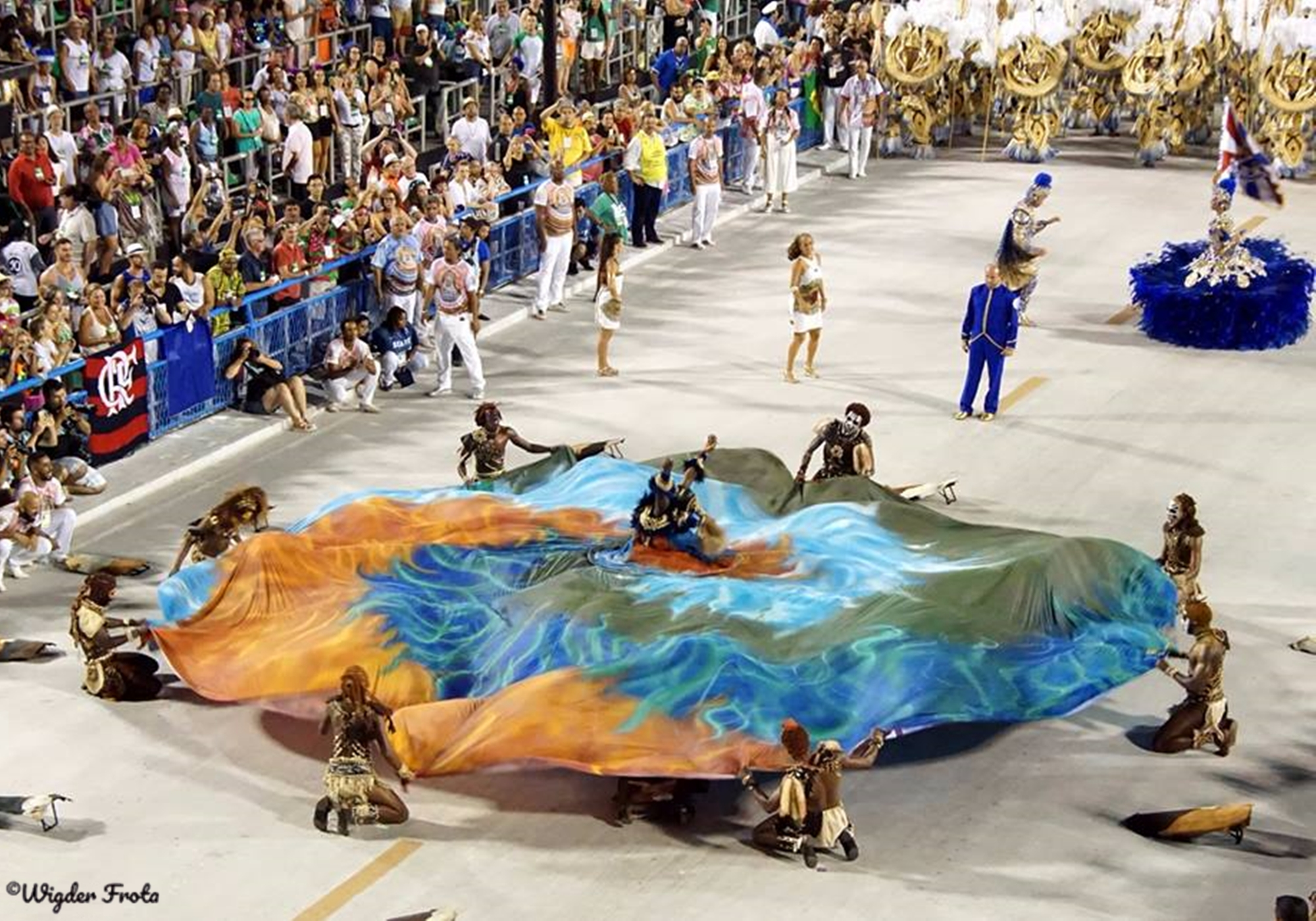
Comissão de Frente de 2017 que ganhou o Estandarte de Ouro.

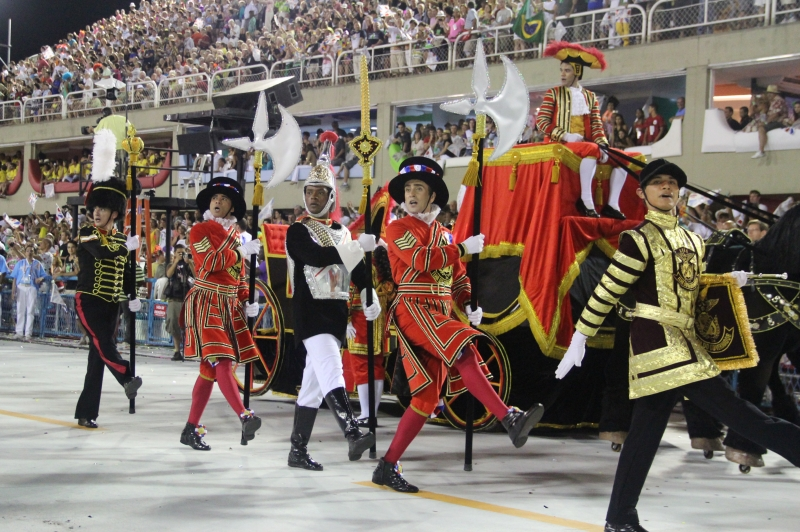
Comissão de Frente de 2012, ganhadora do Estandarte de Ouro, com a participação de Maria Augusta.

| Coreógrafos(as)                   | Carnavais     | Ref.            |
| --------------------------------- | ------------- | --------------- |
| Aurinho da Ilha e Getúlio Barbosa | 1990          | [ 170 ]         |
| Décio de Oliveira Santos          | 1991          | [ 196 ] [ 197 ] |
| Roberto Lima                      | 1992–1993     | [ 198 ] [ 171 ] |
| Dill Costa                        | 1994–1996     | [ 199 ] [ 200 ] |
| Charles Nelson                    | 1997          | [ 201 ] [ 202 ] |
| Carlos Muvuca                     | 1998          | [ 203 ] [ 204 ] |
| Nino Giovanetti                   | 1999          | [ 172 ] [ 205 ] |
| Rosana Fachada e Suzana Braga     | 2000          | [ 206 ] [ 207 ] |
| Stelinha Cardoso                  | 2001          | [ 208 ] [ 209 ] |
| Jussara Padua                     | 2002          | [ 173 ] [ 210 ] |
| Luciana Yegros                    | 2003–2006     | [ 174 ] [ 211 ] |
| Vívian Borges                     | 2007          | [ 175 ]         |
| Handerson Big                     | 2008          | [ 176 ] [ 212 ] |
| Luciana Yegros                    | 2009–2010     | [ 213 ] [ 214 ] |
| Roberto Lima                      | 2011          | [ 215 ] [ 216 ] |
| Sérgio Lobato                     | 2012–2013     | [ 217 ] [ 218 ] |
| Jaime Arôxa                       | 2014          | [ 48 ] [ 219 ]  |
| Patrick Carvalho                  | 2015–2016     | [ 220 ] [ 221 ] |
| Carlinhos de Jesus                | 2017          | [ 222 ]         |
| Marcio Moura                      | 2018          | [ 223 ]         |
| Leandro Azevedo                   | 2019-2020     | [ 224 ]         |
| Priscilla Mota e Rodrigo Negri    | 2022          | [ 26 ]          |
| Marcio Moura                      | 2023-2025     |                 |
| Junior Scapin                     | 2026-presente |                 |

### Mestre-sala e Porta-bandeira

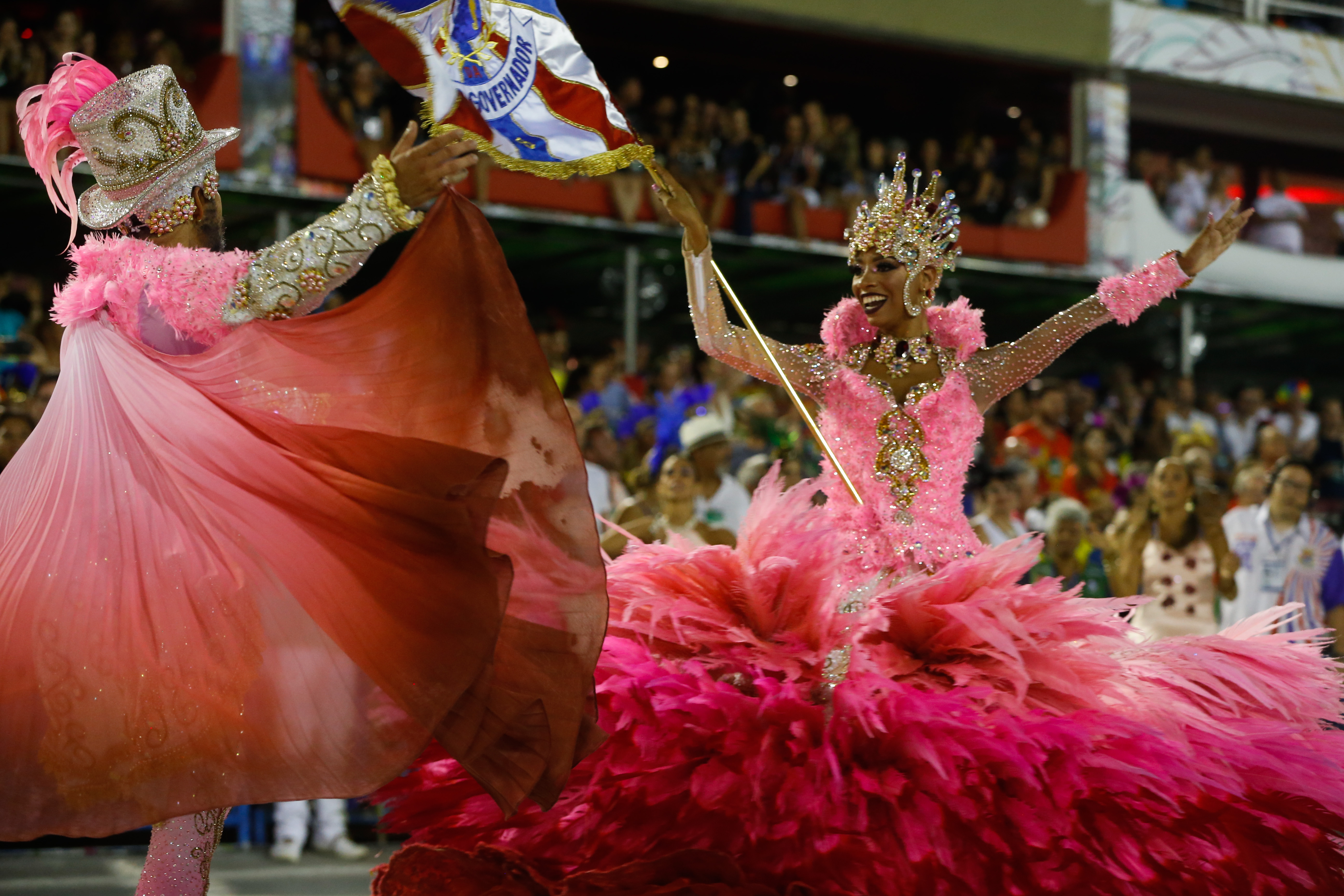
Dandara e Phelipe, casal que defendeu a Ilha entre 2017 e 2020

#### Primeiro casal
| Primeiro casal                        | Carnavais | Ref.                    |
| ------------------------------------- | --------- | ----------------------- |
| Robertinho e Nanci                    | 1976–1978 | [ 165 ] [ 225 ]         |
| Robertinho e Maria Helena             | 1979–1981 | [ 226 ] [ 227 ] [ 228 ] |
| Benício e Vilma Nascimento            | 1982      | [ 229 ]                 |
| Peninha e Adriana                     | 1983–1985 | [ 167 ] [ 230 ]         |
| Bagdá e Juju Maravilha                | 1986–1987 | [ 231 ] [ 168 ]         |
| Peninha e Adriana                     | 1988–1989 | [ 169 ]                 |
| Bagdá e Irene                         | 1990      | [ 170 ]                 |
| Alex e Irene                          | 1991–1992 | [ 196 ] [ 198 ]         |
| Cláudio e Regina                      | 1993      | [ 171 ]                 |
| Alexandre e Babi Cruz                 | 1994      | [ 199 ]                 |
| Paulo Roberto e Babi Cruz             | 1995      | [ 232 ] [ 233 ]         |
| Paulo Roberto e Marcinha              | 1996      |                         |
| Jerônimo e Andréa                     | 1997–1998 | [ 201 ] [ 203 ]         |
| Robson Sensação e Ana Paula           | 1999–2001 | [ 172 ] [ 208 ]         |
| Fábio e Irinéa Ferreira               | 2002      | [ 173 ] [ 210 ]         |
| Marquinhos Sorriso e Janaína          | 2003–2004 | [ 174 ] [ 234 ]         |
| Toninho e Babi Cruz                   | 2005      | [ 235 ] [ 236 ]         |
| Rogerinho Rosa e Priscila Rosa        | 2006–2008 | [ 211 ] [ 176 ]         |
| Alex Pedreira e Mara Rosa             | 2009      | [ 213 ] [ 237 ]         |
| Alex Pedreira e Simone Pereira        | 2010      | [ 214 ] [ 238 ]         |
| Ronaldinho e Verônica Lima            | 2011–2012 | [ 215 ] [ 217 ]         |
| Ubirajara Claudino e Cristiane Caldas | 2013      | [ 218 ] [ 239 ]         |
| Marcinho Siqueira e Cristiane Caldas  | 2014–2015 | [ 240 ] [ 48 ]          |
| Marcinho Siqueira e Shayene Santos    | 2016      | [ 241 ] [ 242 ]         |
| Phelipe Lemos e Dandara Ventapane     | 2017–2020 | [ 242 ] [ 243 ]         |
| Marlon Flores e Danielle Nascimento   | 2022      | [ 244 ]                 |
| Thiaguinho Mendonça e Amanda Poblete  | 2023–2024 | [ 245 ] [ 246 ]         |
| David Sabiá e Fernanda Lhove          | 2025      | [ 247 ]                 |
| João Oliveira e Duda Martins          | 2026–     | [ 248 ]                 |

### Bateria
A Bateria da União da Ilha é denominada "Baterilha", 5 vezes vencedora do Estandarte de Ouro de Melhor Bateria.

#### Mestres
| Mestres de Bateria               | Carnavais     | Ref.            |
| -------------------------------- | ------------- | --------------- |
| João Sérgio                      | 1975–1978     | [ 250 ] [ 225 ] |
| Bira                             | 1979–1984     | [ 251 ] [ 252 ] |
| Paulão                           | 1985–1989     | [ 230 ] [ 253 ] |
| Paulão, Odilon, Tilico e Felício | 1990          | [ 170 ]         |
| Odilon                           | 1991          | [ 196 ] [ 197 ] |
| Paulão                           | 1992–1999     | [ 198 ] [ 172 ] |
| Bira                             | 2000–2002     | [ 206 ] [ 173 ] |
| Paulão                           | 2003–2006     | [ 174 ] [ 211 ] |
| Riquinho                         | 2007–2013     | [ 254 ] [ 175 ] |
| Riquinho, Odilon e Paulão        | 2013          | [ 255 ] [ 218 ] |
| Thiago Diogo                     | 2014          | [ 48 ] [ 256 ]  |
| Ciça                             | 2015–2018     | [ 257 ] [ 258 ] |
| Keko Araujo e Marcelo Santos     | 2019–2022     | [ 259 ]         |
| Marcelo Santos                   | 2023–presente |                 |

### Corte de Bateria

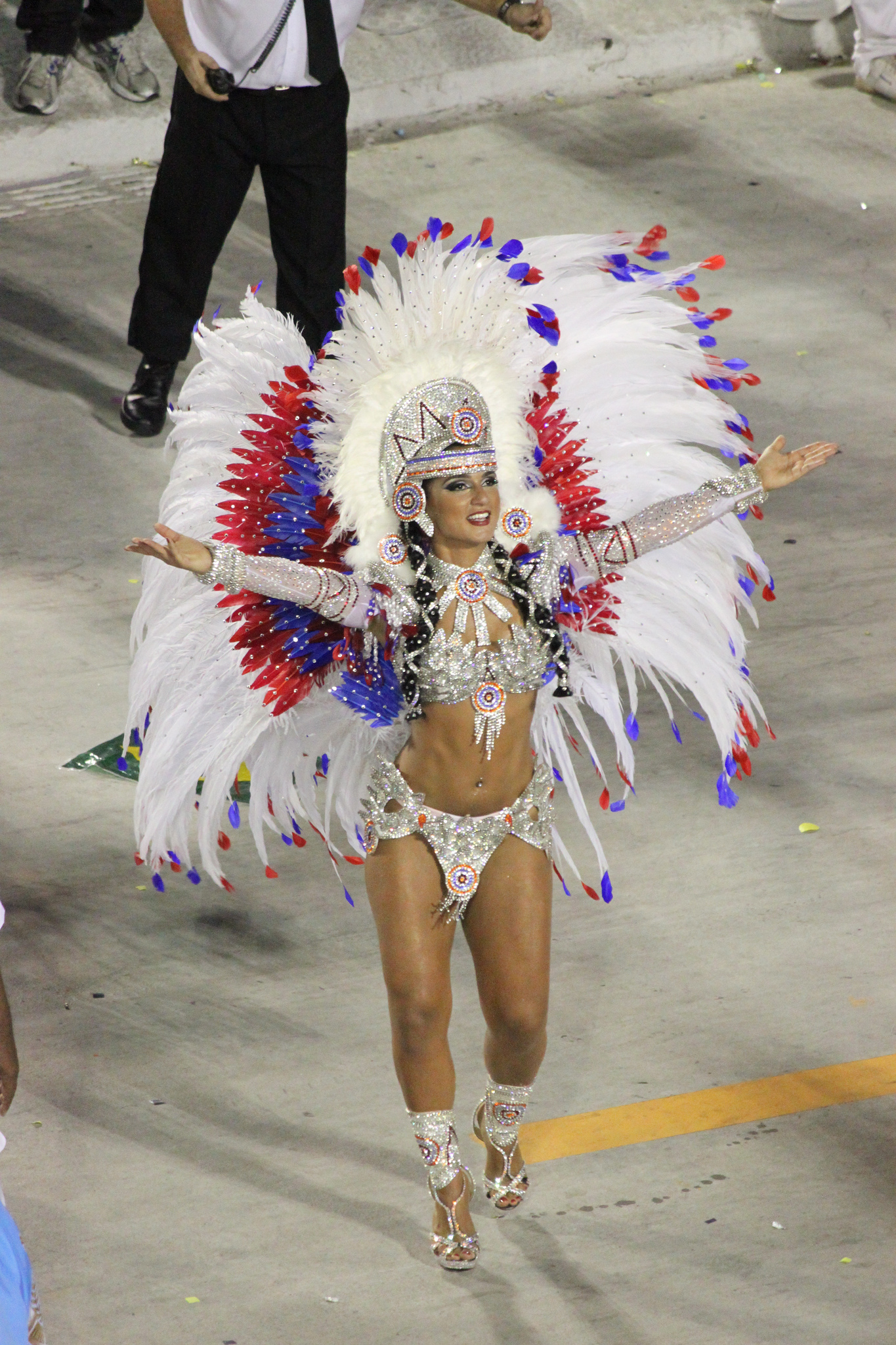
Bruna Bruno a rainha que mais vezes esteve a frente da Baterilha.

| Período   | Rainha            | Madrinha          | Ref.            |
| --------- | ----------------- | ----------------- | --------------- |
| 1992      | Enoli Lara        | -                 |                 |
| 1993-2004 | Deise Nunes       | -                 |                 |
| 2005      | Bruna Bruno       | Thatiana Pagung   | [ 260 ]         |
| 2006-2009 | Bruna Bruno       | -                 | [ 260 ]         |
| 2010      | Bruna Bruno       | Luciana Picorelli | [ 260 ]         |
| 2011-2015 | Bruna Bruno       | -                 | [ 260 ]         |
| 2016      | Bianca Leão       | -                 | [ 260 ]         |
| 2017      | Tânia Oliveira    | -                 | [ 261 ] [ 262 ] |
| 2018-2020 | Gracyanne Barbosa | -                 | [ 263 ]         |
| 2022-2024 | Juliana Souza     | -                 | [ 264 ]         |
| 2025      | Graciele Bracco   | -                 |                 |
| 2026-     | Gracyanne Barbosa |                   |                 |

### Direção de Carnaval
| Diretores de Carnaval | Carnavais  | Ref.            |
| --------------------- | ---------- | --------------- |
| Márcio André          | 2008–2016  | [ 48 ]          |
| Wilsinho Alves        | 2017–2018  |                 |
| Dudu Azevedo          | 2019       | [ 265 ] [ 266 ] |
| Laíla                 | 2020       | [ 21 ]          |
| Dudu Azevedo          | 2022       |                 |
| Dudu Falcão           | 2023-2025  | [ 267 ]         |
| Junior Cabeça         | 2026-atual | [ 268 ]         |

### Direção de Harmonia
| Diretores de Harmonia                                             | Carnavais     | Ref.    |
| ----------------------------------------------------------------- | ------------- | ------- |
| Tio Hélio                                                         | 2008          |         |
| Márcio André                                                      | 2009–2010     |         |
| Almir Frutuoso                                                    | 2011–2013     | [ 269 ] |
| Valber Frutuoso                                                   | 2014–2018     | [ 48 ]  |
| Dudu Azevedo                                                      | 2019          |         |
| Laíla                                                             | 2020          |         |
| Lucas Martins, Marcelo Marques, Nancy Martins e Vinícius Nogueira | 2022          |         |
| Lucas Martins e Marcelo Marques                                   | 2023          |         |
| Lucas Martins                                                     | 2024-2025     |         |
| Lucas Martins e Valber Frutuoso                                   | 2026-presente |         |

## Cavalinhos Marinhos da Ilha
Em 2014, a União da ilha fundou a escola de samba mirim Cavalinhos Marinhos da Ilha, a primeira desse tipo da Ilha do Governador, que estreiou no carnaval de 2016, inicialmente pleiteando se filiar a AESM-Rio. mas como o desfile das escolas mirins já estava com o número definido de escolas, fez com que essa escola de samba mirim desfilasse pelas ruas da Ilha do Governador.